# Hennebont
Hennebont [ɛnbɔ̃] est une commune française de 16 062 habitants (Insee 2021). Elle est située en Bretagne dans l'ouest du Morbihan, en aval du fleuve côtier le Blavet. Ses habitants sont appelés les Hennebontais et Hennebontaises. La commune est chef-lieu du canton d'Hennebont. Elle fait partie de l'arrondissement de Lorient, du Pays de Lorient, du syndicat mixte de la Vallée du Blavet et de Lorient Agglomération avec 24 autres communes.

## Géographie

### Situation géographique

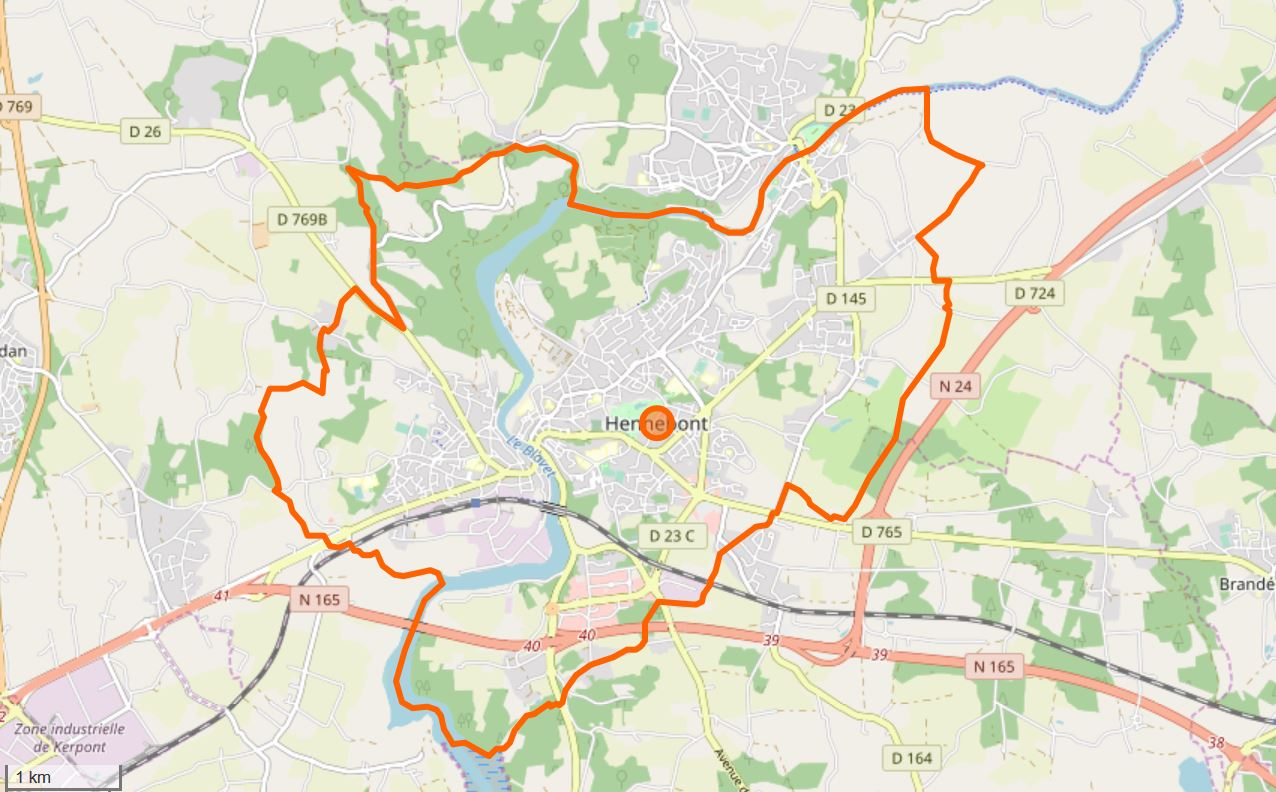
carte de la commune de Hennebont

Hennebont se situe en Bretagne, dans le sud-ouest du département du Morbihan, à 10 km de Lorient et 45 km de Vannes, les deux principales villes du Morbihan. Son territoire de 1 857 hectares est traversé par un fleuve côtier, le Blavet.
Hennebont est qualifiée de « Porte du Blavet » du fait de sa situation géographique. Par son implantation en fond de ria, la commune assurait la liaison entre le littoral et l'intérieur des terres. Hennebont marque la limite entre la partie maritime et la partie fluviale du Blavet.
Au sud, l'embouchure du fleuve rejoint l’océan au niveau de la rade de Lorient. Ses eaux s'y mêlent ainsi à celles du Scorff et de l’Atlantique. Le littoral se situe à une douzaine de kilomètres (Port-Louis).

### Communes limitrophes
Les communes limitrophes sont Inzinzac-Lochrist, Languidic, Kervignac, Lanester et Caudan.
|          | Inzinzac-Lochrist |           |
| Caudan   | Hennebont         | Languidic |
| Lanester |                   | Kervignac |

### Relief et hydrographie
Hennebont est la ville la plus en aval de la vallée du Blavet. De là débute le chemin de halage qui longe le fleuve côtier vers le nord sur 58 kilomètres. Celui-ci permet de rallier le canal de Nantes à Brest via Pontivy. Hennebont est le départ d'une voie verte qui permet de traverser la Bretagne du sud au nord et rejoindre la ville de Morlaix.
Sur la rive droite du Blavet se trouve le bois du Hingair, et sur la rive gauche les bois du Duc, du Talhouët et celui de Locoyarne.
| - Carte topographique de la commune de Hennebont. |

### Géologie

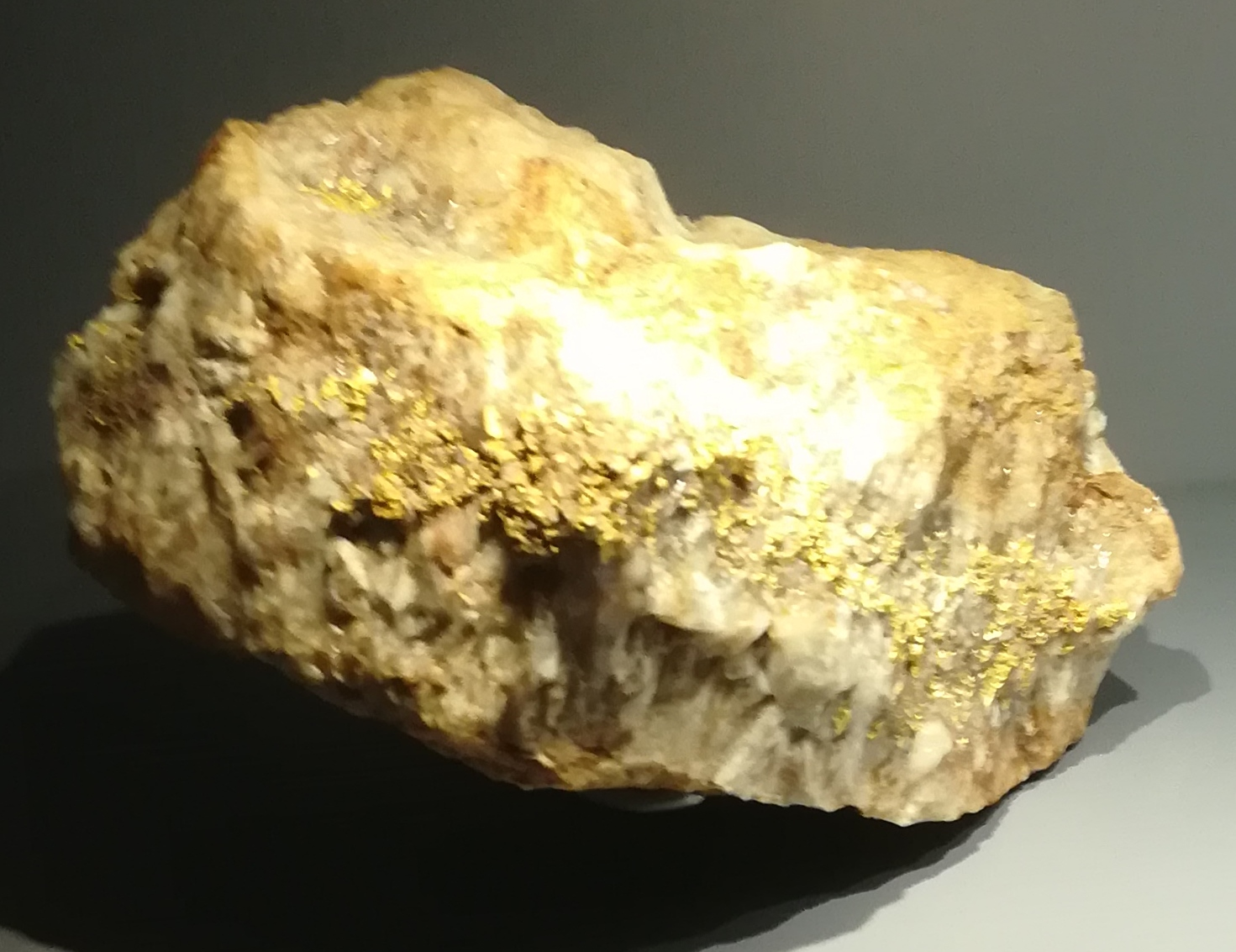
Or natif dans quartz trouvé dans la région d'Hennebont ; morceau d'un filon qui contenait 1 077 kg d'or (Galerie de Minéralogie et de Géologie du Muséum national d'histoire naturelle, Paris).

### Transports
Hennebont est un nœud routier important où convergent les routes vers Vannes et Nantes. Dans l'autre sens vers Lorient et Quimper (voie express, route nationale 165), Rennes (voie express, route nationale 24), Roscoff, Quiberon et Port-Louis.
La ligne de chemin de fer Paris-Quimper traverse la commune au sud de la ville, la desserte TGV se faisant via la gare de Lorient.

### Distance des grandes villes françaises

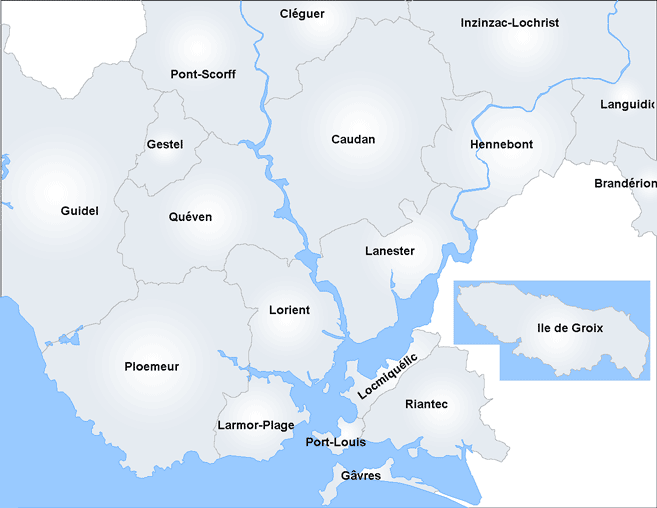
La communauté d'agglomération Cap L'Orient.

| Ville                | Toulouse     | Bordeaux     | Strasbourg | Lille        | Marseille      | Nantes       | Lyon         | Brest        | Paris        |
| -------------------- | ------------ | ------------ | ---------- | ------------ | -------------- | ------------ | ------------ | ------------ | ------------ |
| Distance Orientation | 744 km (S-E) | 506 km (S-E) | 967 km (E) | 708 km (N-E) | 1 144 km (S-E) | 160 km (S-E) | 874 km (S-E) | 139 km (N-O) | 489 km (N-E) |

## Transports en commun

### RéseauBreizhGo
- Trains : le service TER Bretagne depuis la Gare SNCF d'Hennebont permet un accès rapide à Lorient ainsi qu'un rabattement sur la LGV Bretagne-Pays-de-Loire aux gares de Lorient ou Auray.
- Bus : le réseau de bus de la région Bretagne, depuis le centre-ville, permet de rejoindre les villes de Baud ou Pontivy.

| Ligne | 17 |  | Pontivy ↔ Hennebont ↔ Lorient |

### RéseauCTRL
- Bus : le réseau de bus de la compagnie de transport de la région lorientaise exploité par RATP Dev a été refondu en 2019. Cinq lignes régulières desservent la commune :

| Ligne | 32  |  | Languidic - Place Guillerme ↔ Hennebont - Gare SNCF                                                     |
| Ligne | 34  |  | Languidic - Tréauray ↔ Hennebont - Gare SNCF                                                            |
| Ligne | 41E |  | Inzinzac-Lochrist - Mané Bihan ↔ Hennebont ↔ Lorient - Lycées                                           |
| Ligne | 51  |  | Inzinzac-Lochrist - Mané Bihan ↔ Hennebont ↔ Port-Louis - La Pointe (Ligne estivale, en été uniquement) |
| Ligne | T5  |  | Lorient La Base - Cité de la voile ↔ Inzinzac-Lochrist ↔ Lorient - Mané Bihan (Remplace la ligne 14)    |

Horaires des lignes sur le site de la CTRL

### Hydrographie
Pour un article plus général, voir Réseau hydrographique du Morbihan.
La commune est située dans le bassin Loire-Bretagne. Elle est drainée par le Blavet, le Kergonan, le Kerollin et divers autres petits cours d'eau,.
Le Blavet, d'une longueur de 149 km, prend sa source dans la commune de Bourbriac et se jette  dans le canal de Nantes à Brest en limite de Plélauff et de Gouarec, après avoir traversé 31 communes. 
Le Kergonan, d'une longueur de 10 km, prend sa source dans la commune de Calan et se jette  dans le Blavet sur la commune, après avoir traversé cinq communes. 
Le Kerollin, d'une longueur de 12 km, prend sa source dans la commune de Calan et se jette  dans le Blavet sur la commune, après avoir traversé quatre communes. 

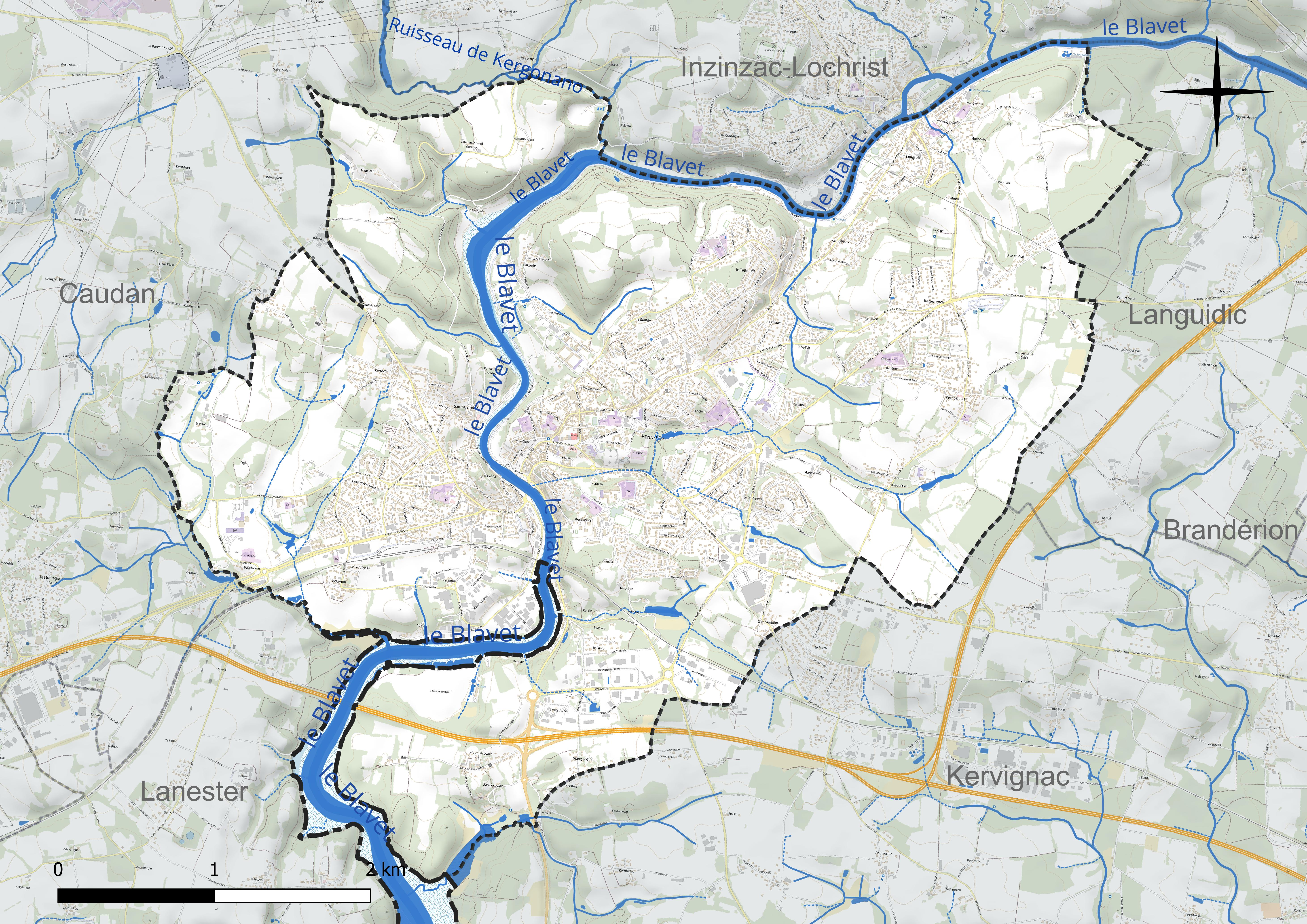
Réseau hydrographique d'Hennebont.

### Climat
Pour des articles plus généraux, voir Climat de la Bretagne et Climat du Morbihan.
En 2010, le climat de la commune est de type climat océanique franc, selon une étude du CNRS s'appuyant sur une série de données couvrant la période 1971-2000. En 2020, Météo-France publie une typologie des climats de la France métropolitaine dans laquelle la commune est exposée à un climat océanique et est dans la région climatique  Bretagne orientale et méridionale, Pays nantais, Vendée, caractérisée par une faible pluviométrie en été et une bonne insolation. Parallèlement l'observatoire de l'environnement en Bretagne publie en 2020 un zonage climatique de la région Bretagne, s'appuyant sur des données de Météo-France de 2009. La commune est, selon ce zonage, dans la zone « Intérieur », exposée à un climat médian, à dominante océanique.
Pour la période 1971-2000, la température annuelle moyenne est de 11,8 °C, avec une amplitude thermique annuelle de 11,5 °C. Le cumul annuel moyen de précipitations est de 942 mm, avec 14,2 jours de précipitations en janvier et 6,8 jours en juillet. Pour la période 1991-2020, la température moyenne annuelle observée sur la station météorologique la plus proche, située sur la commune de Quéven à 10 km à vol d'oiseau, est de 12,2 °C et le cumul annuel moyen de précipitations est de 943,3 mm,. Pour l'avenir, les paramètres climatiques de la commune estimés pour 2050 selon différents scénarios d'émission de gaz à effet de serre sont consultables sur un site dédié publié par Météo-France en novembre 2022.

## Urbanisme

### Typologie
Au 1er janvier 2024, Hennebont est catégorisée petite ville, selon la nouvelle grille communale de densité à sept niveaux définie par l'Insee en 2022.
Elle appartient à l'unité urbaine de Hennebont, une agglomération intra-départementale regroupant deux  communes, dont elle est ville-centre,,. Par ailleurs la commune fait partie de l'aire d'attraction de Lorient, dont elle est une commune de la couronne,. Cette aire, qui regroupe 31 communes, est catégorisée dans les aires de 200 000 à moins de 700 000 habitants,.

### Occupation des sols

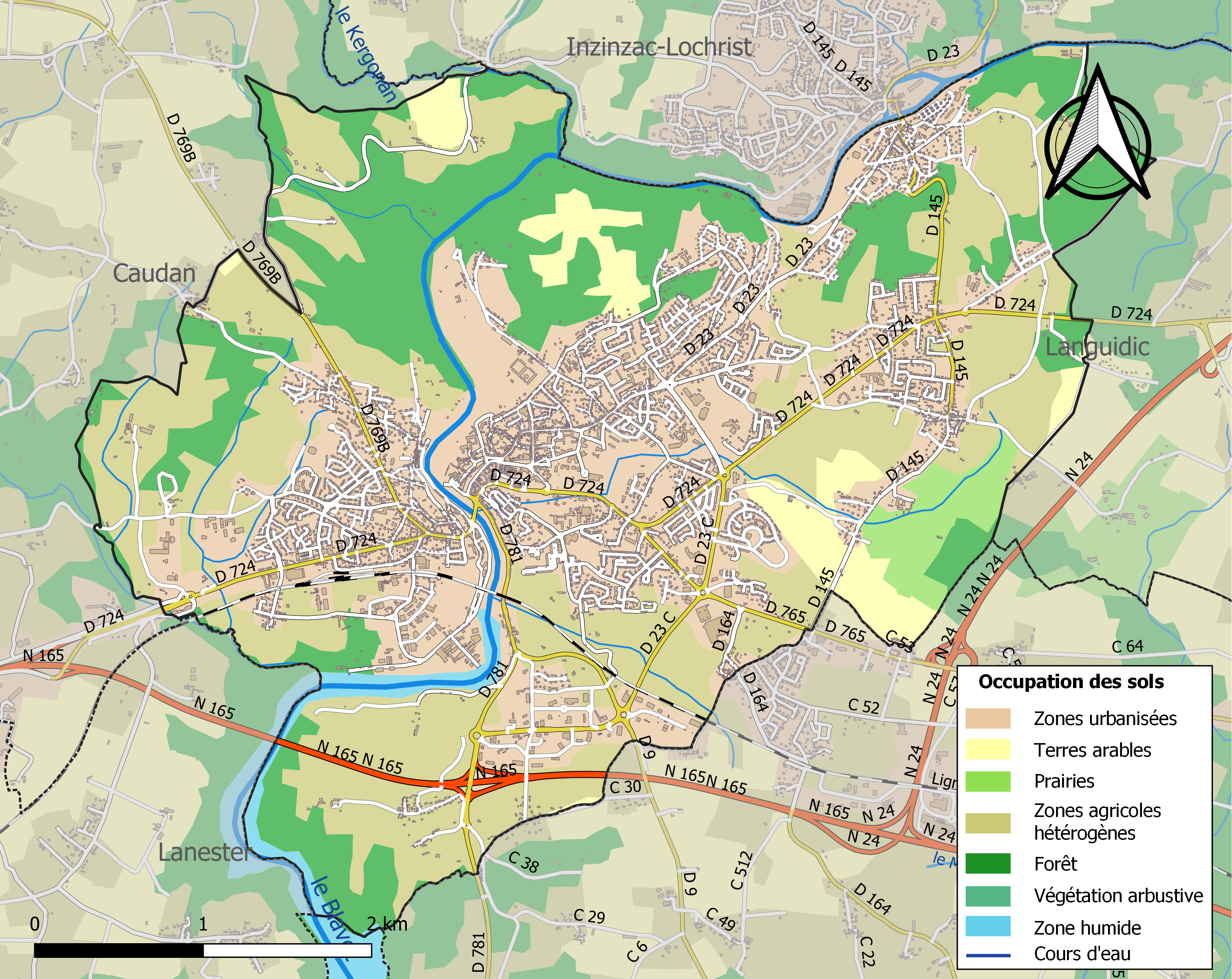
Carte des infrastructures et de l'occupation des sols de la commune en 2018 (CLC).

Le tableau ci-dessous présente l' occupation des sols de la commune en 2018, telle qu'elle ressort de la base de données européenne d’occupation biophysique des sols Corine Land Cover (CLC).
| Type d’occupation                                                                   | Pourcentage | Superficie (en hectares) |
| ----------------------------------------------------------------------------------- | ----------- | ------------------------ |
| Tissu urbain discontinu                                                             | 32,1 %      | 603                      |
| Zones industrielles ou commerciales et installations publiques                      | 4,9 %       | 93                       |
| Équipements sportifs et de loisirs                                                  | 1,9 %       | 35                       |
| Terres arables hors périmètres d'irrigation                                         | 4,8 %       | 90                       |
| Prairies et autres surfaces toujours en herbe                                       | 2,1 %       | 40                       |
| Systèmes culturaux et parcellaires complexes                                        | 28,0 %      | 526                      |
| Surfaces essentiellement agricoles interrompues par des espaces naturels importants | 4,6 %       | 86                       |
| Forêts de feuillus                                                                  | 17,0 %      | 320                      |
| Forêts de conifères                                                                 | 0,5 %       | 10                       |
| Forêts mélangées                                                                    | 3,1 %       | 59                       |
| Estuaires                                                                           | 0,05 %      | 1                        |
| Source : Corine Land Cover                                                          |             |                          |

### Morphologie urbaine
Dans le cadre de la mise en œuvre de l'« Aire de valorisation du patrimoine » de ville d'Hennebont en cours de réalisation, le diagnostic a permis d'identifier plusieurs pôles d'occupations.

#### Le centre-ville, rive gauche
Le centre-ville s'est développé autour de la Ville-Close et ses remparts. Il est organisé autour de deux places, la place Maréchal Foch et la place du Général de Gaulle, et un axe reliant le parc botanique de Kerbihan, la Basilique Notre-Dame-de-Paradis et le Blavet. Les constructions résultent de l'ancienne ville partiellement détruite en 1944 et de la Reconstruction.
Au-delà du centre-ville historique se sont développés des quartiers liés à l'activité des Forges d'Hennebont (Talhouët, Saint-Piaux).
Depuis la guerre l'extension urbaine est soutenue, sous forme pavillonnaire comme aux Haras, au Quimpéro, à Kerpotence, à Kerliven ou à Kerlano, ou sous forme de grands ensembles : Kerhiouais, La Grange, Kergohic, Kennedy, etc. Une partie est classée prioritaire avec 1 400 habitants en 2020.
Le quartier "ZAC Centre" situé en lisière du parc botanique en prolongement du centre-ville historique est sorti de terre dans les années 2000-2010. Les travaux de la première phase de l'Écoquartier du Quimpéro ont débuté en 2017.

#### Vieille Ville, rive droite
La Rive droite du Blavet s'est développée à partir de la motte féodale qui surplombe le fleuve et fait face au centre-ville. On retrouve des quartiers anciens denses comme la Vieille-ville, le village de Saint-Caradec ou Kerroc'h.
Porte d'entrée de la ville d'Hennebont depuis Lorient, l'attractivité de l'agglomération voisine s'est traduite par la construction d'un ensemble de lotissements et de collectifs à Kerlivio entre les Routes de Lorient et de Plouay.
La présence d'une Gare SNCF a engendré entre le nord de la voie ferrée et la Route de Lorient un quartier mêlant commerces et habitat.
Depuis les années 1990 des projets d'urbanisation ont été réalisés autour de la Route de Plouay, sur le coteau de Saint-Caradec et à Kerroc'h. Un projet de requalification et d'extension du quartier de la Gare et de l'entrée de ville Route de Lorient est en cours d'élaboration. Un Centre international de compétition de formation et d'entrainement de tennis de table doit s'y installer en 2020.

#### Langroix, les villages
Bien que situé à Hennebont, le quartier de Langroix s'intègre au pôle urbain de Lochrist, essentiellement situé sur la commune d'Inzinzac-Lochrist. Le Blavet sert de limite naturelle entre les deux espaces. Ce pôle urbain a prospéré grâce à l'activité des Forges d'Hennebont installées à Lochrist durant près d'un siècle (de 1860 à 1966). Cet espace, ébranlé par la fermeture de l'usine, a trouvé un nouveau souffle. Un programme d'habitat et l'installation d'activités nautiques à Lochrist contribuent aujourd'hui à son développement.
Le village de Saint-Gilles historiquement a été fondé autour de son église ; depuis la seconde partie du XXe siècle il s'est étendu sous forme pavillonnaire. Hennebont compte également d'autres villages anciens : Locoyarn, Kerroc'h (à cheval sur la commune de Caudan) et Saint-Antoine (à cheval sur la commune de Kervignac).

#### Hameaux à l'écart de l'urbanisation
L'urbanisation autour de certains hameaux est restée limitée :
- dans la "vallée des Manoirs" : Kerlégan, le Vizel ;
- dans le secteur du Hingair : Kermario, Manelcuff, Villeneuve-Saint-Caradec, Kerlemhouarn ;
- à proximité du Blavet : la Bergerie, Coët-er-Ver ;
- autour de Kerpotence et Saint-Gilles : Pen-er-Prat, Saint-Germain, le Bouëtiez ;
- Stang-er-Gat, au sud de la commune près de Locoyarn.

En entrée de ville côté Lorient, le lotissement de Kergomo s'est développé à l'écart de l'urbanisation.

#### Le croissant d'activités
Les zones d’activités d’Hennebont comptent parmi les vingt plus importantes en surface dans le Pays de Lorient. La surface cumulée totale des zones d’activités de la commune est passée de 69 ha en 2006 à 82 ha en 2016. Le croissant d'activités regroupe des zones qui s'étendent de Kergroix à Kerandré.
Trois zones principales, 925 emplois (estimation Audélor 2014) :
- la ZA de Kerandré (34,2 ha) ;
- la ZA du Ty Mor (12,4 ha), théoriquement spécialisée dans le secteur nautique ;
- la ZAC du Parco (43,5 ha).

Trois zones se démarquent par leur vocation commerciale. Elles cumulent 510 emplois (estimation Audélor 2014) :
- la zone de la Gardeloupe (12,5 ha) ;
- la ZA du Quimpéro (2 ha) ;
- Kergoix (3,7 ha).

## Toponymie
Le nom de la localité est attesté sous la forme Hanebont en 1114
Il s'agit d'un composé brittonique formé des éléments Hen- « vieux, ancien » (celtique *seno-) et -bont forme mutée de pont « pont »,.
C'est en effet à Hennebont que fut construit le premier pont permettant de traverser le Blavet et ce fait explique le développement de la ville.
Henbont en breton.
L'adjectif Hen sera supplanté dès le XIe siècle par coz, ce qui veut dire que les noms qui le contiennent sont très anciens, remontant au haut Moyen Âge.

## Histoire

### Préhistoire et Antiquité
Le territoire de la commune est fréquenté depuis le néolithique. Sur le site de Polvern, un éperon rocheux dominant le Blavet, des fouilles archéologiques ont permis de mettre au jour des haches polies datées du Néolithique. D'autre part, ces mêmes fouilles ont mis en évidence l'occupation du site, situé en territoire vénète, du IIe siècle av. J.-C. au Ier siècle apr. J.-C..

### Moyen Âge

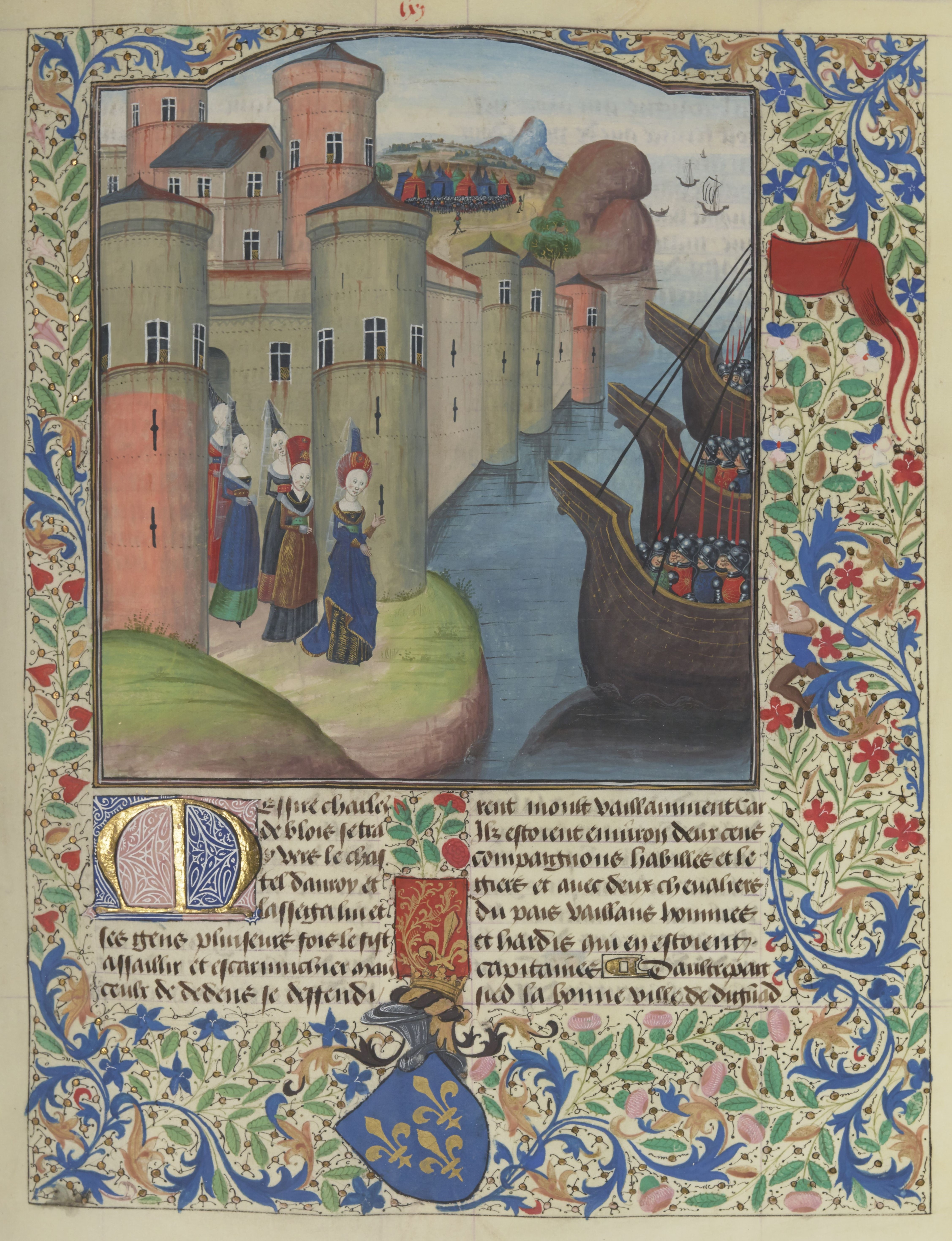
Hennebont et Jeanne de Flandre.

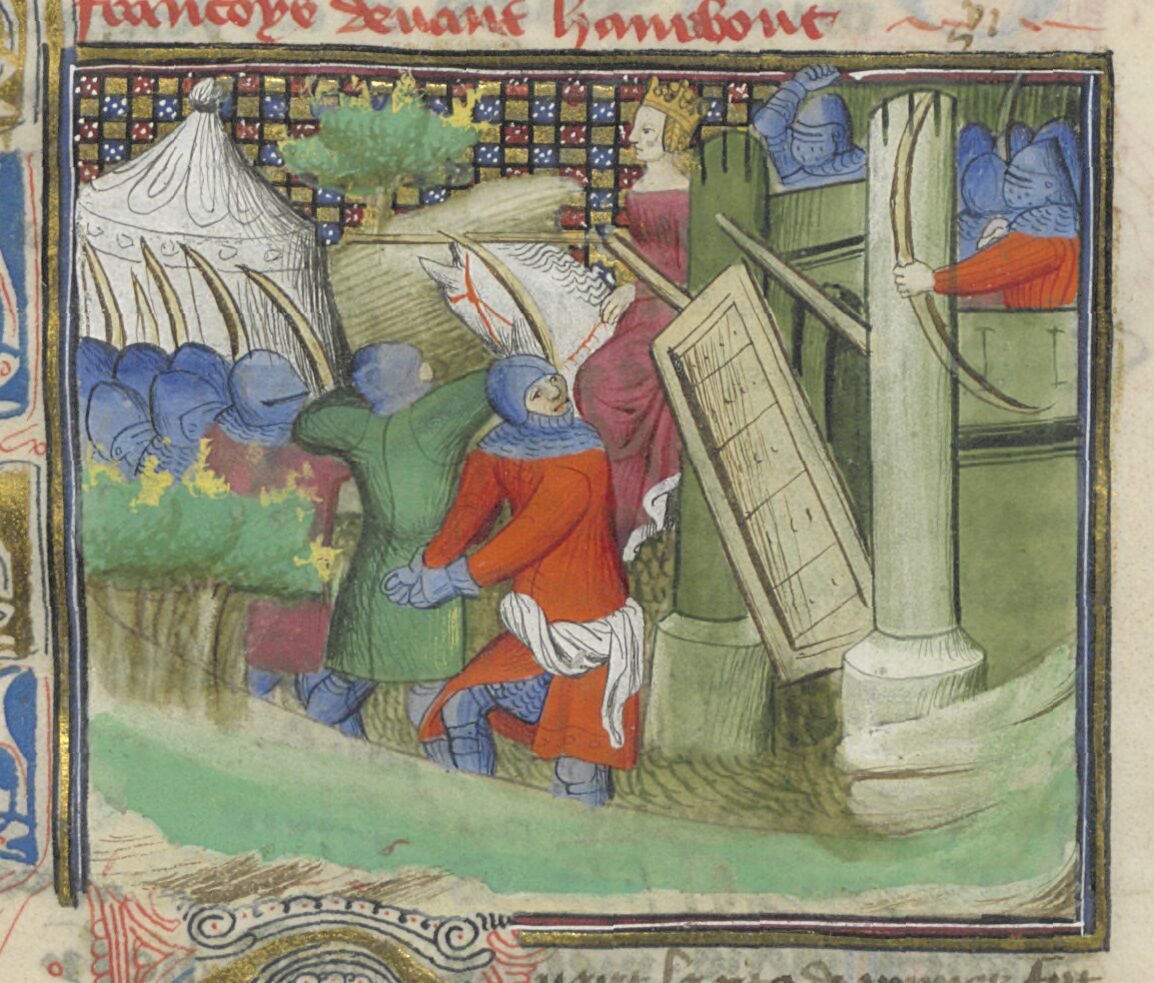
Le siège d'Hennebont en 1342.

À partir du Ve siècle, les Bretons chassés de Grande-Bretagne par les Saxons s'installent sur les côtes d'Armorique. Guidés par leurs chefs militaires et religieux (les 1000 saints de Bretagne), ils créent des implantations et donnent des noms bretons aux lieux investis. À Henbont (vieux pont), ils s'installent à Saint Caradec ou ce saint est encore honoré par sa chapelle. À l'époque médiévale, les seigneurs d'Hennebont maîtres du Kemenet-Héboé établissent une motte féodale sur l'éperon rocheux au-dessus de ce qui deviendra, entre 1200 et 1264, par la volonté d'Henri d'Hennebont, la paroisse de Saint-Caradec-Hennebont, village de la rive droite, prédécesseur de la future ville d'Hennebont. La création de cette dernière par le duc de Bretagne, signa l'achèvement de l'absorption et du démantèlement de l'antique Kemenet-Héboé. Une situation stratégique qui permet de contrôler le passage étroit de la rivière.
Au milieu du XIIIe siècle, le duc de Bretagne Jean Le Roux (1237-1286) démantèle la motte féodale des seigneurs d'Hennebont et entreprend la construction des fortifications sur la rive gauche du Blavet, la ville close. Hennebont devient très vite une place forte importante du duché de Bretagne, ce qui lui vaudra de nombreux sièges durant cette époque.
L'histoire a surtout retenu le siège de 1342, pendant la guerre de succession du duché de Bretagne qui opposa les partisans de Charles de Blois à ceux de Jean de Montfort, les deux prétendants à la succession du duc Jean III. Charles de Blois assiège les remparts de la ville. En l'absence de son mari Jean de Montfort, prisonnier des Français, Jeanne de Flandre organise victorieusement la résistance et vient se réfugier derrière les murs d'Hennebont. La place forte, sur le point de se rendre, est délivrée in-extrémis par la flotte anglaise venu au secours des assiégés après avoir remonté le cours du Blavet. Lors de ce siège, Jeanne de Flandre y gagnera son surnom de Jeanne la Flamme pour son intrépidité au combat.
Quelques décennies plus tard, Du Guesclin assiégea aussi la place forte et passera la garnison anglaise au fil de l'épée après l'avoir prise. Le prince de Dombes, durant les guerres de la Ligue, l'assiégea également victorieusement.

### Époque moderne

#### LeXVIesiècle

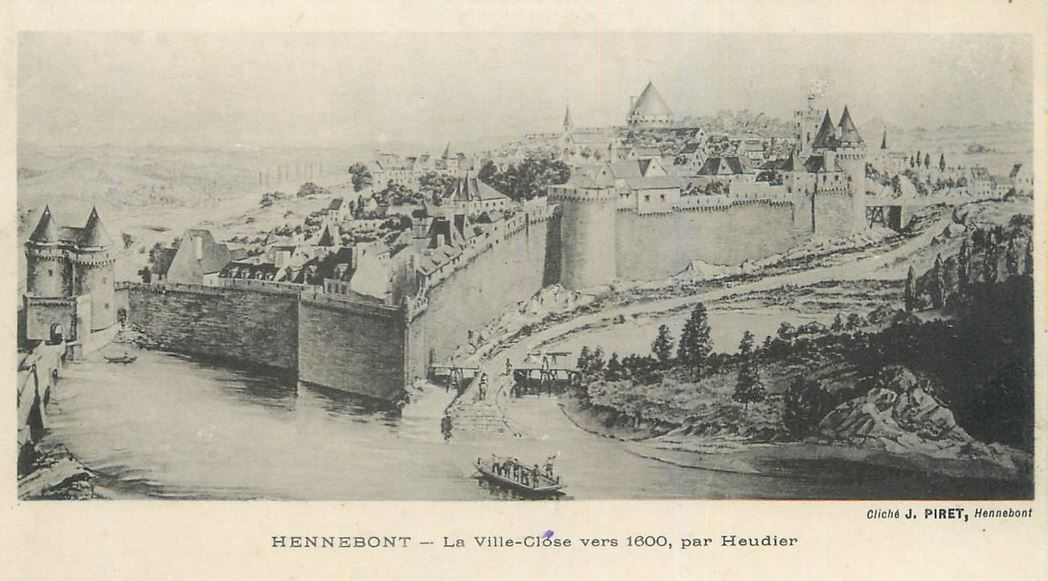
La ville close d'Hennebont vers 1600 par Heudier.

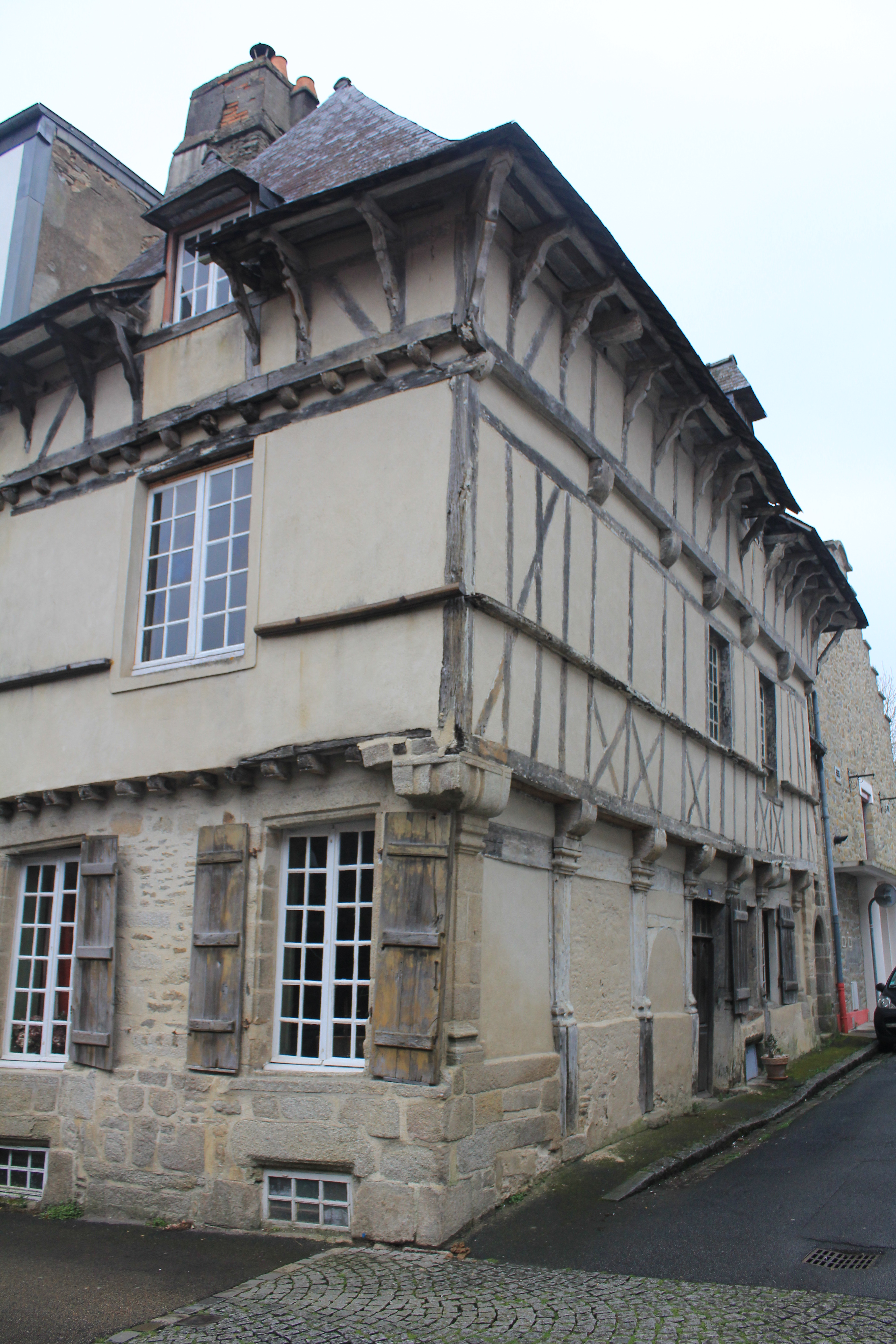
La maison du Sénéchal, une construction urbaine typique du XVIe siècle. Avant l'incendie qui ravagea une grande partie du centre historique le 7 août 1944, il existait plusieurs maisons de ce type dans la ville.

Le XVIe siècle est marqué par la paix et la prospérité pour l'ensemble de la région, sauf pendant les Guerres de la Ligue. C'est au cours de ce siècle que la basilique Notre-Dame-du-Paradis est bâtie à l'initiative du maréchal-ferrant François Michart et avec l'aide de la population.

#### LeXVIIesiècle
Dans le cadre des Guerres de la Ligue, le 27 octobre 1590, René d'Arradon accueille en sa ville de Vannes les troupes espagnoles débarquées à Saint-Nazaire. Le 5 novembre 1590, celui-ci entreprend le siège d'Hennebont avec sa compagnie de gens d'armes et trois cents arquebusiers, soutenus par ces troupes espagnoles. Hennebont capitule le 22 décembre 1590. Jusqu'aux XVIIe et XVIIIe siècles, la région vit essentiellement du commerce maritime et agricole. La commune compte alors entre 1 500 et 2 000 habitants.

#### LeXVIIIesiècle
La ville perd son rôle de place forte militaire au XVIIIe siècle. Elle n'est plus un lieu de garnison mais une ville-étape pour les troupes. La hiérarchie militaire se trouve à Lorient et à Port-Louis.
Hennebont est aussi une ville commerçante et administrative de taille moyenne. Si, en 1666, la fondation de Lorient sonne le glas de sa primauté, Hennebont n'en reste pas moins, tout au long du siècle, une ville d'une grande vitalité. Les blés sauvent l'économie locale et Hennebont restera un des plus importants ports blattier de la côte sud (commerce des céréales). Les hôtels particuliers de cette époque témoignent de cette prospérité. La prépondérance administrative et judiciaire de la sénéchaussée hennebontaise décline cependant au profit de Lorient, où s'installe la Compagnie des Indes au milieu du XVIIIe siècle.

#### La paroisse de Saint-Caradec-Hennebont
Jean-Baptiste Ogée décrit ainsi Saint-Caradec-Hennebont en 1778 :

« Saint-Caradec-Hennebon : paroisse séparée de la ville de Hennebon par la rivière de Blavet. On y compte 2 200 communiants : la cure est à l'alternative. Le territoire produit du grain et du foin. »

Il précise aussi qu'il s'y tient deux foires chaque année et qu'il s'y vend « une grande quantité de bestiaux ».

### Révolution française
Hennebont fut chef-lieu de district de 1790 à 1795.

### LeXIXesiècle

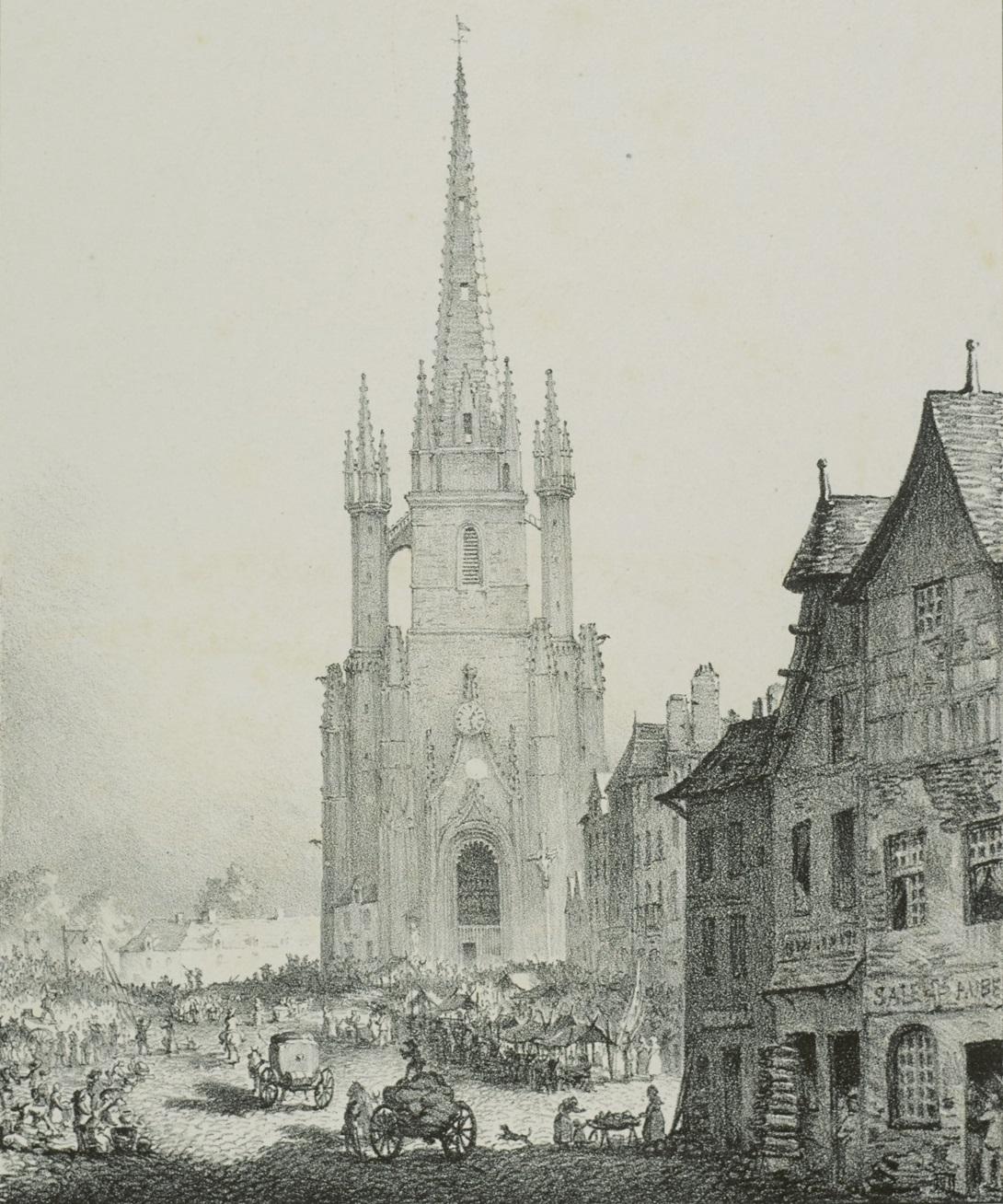
L'église et la place du marché vers 1850.

En 1857, les Haras nationaux s'installent sur le site de l'ancienne abbaye de la Joye-Notre-Dame. Hennebont devient alors un lieu important pour le développement du cheval breton.
Avec l'ère industrielle, la ville bénéficie d'une importante activité grâce à l'implantation à Kerglaw, sur la commune d'Inzinzac-Lochrist, des Forges d’Hennebont. Celles-ci assurent le développement du trafic sur le Blavet avec l'importation du charbon d'Angleterre et permettent l'essor de l'industrie régionale de la conserve de fer blanc.
À compter de 1862, la ville d'Hennebont est desservie par le chemin de fer.
Plusieurs lithographies d'Albert Robida, publiées dans La vieille France, Bretagne illustrent Hennebont vers 1900 :

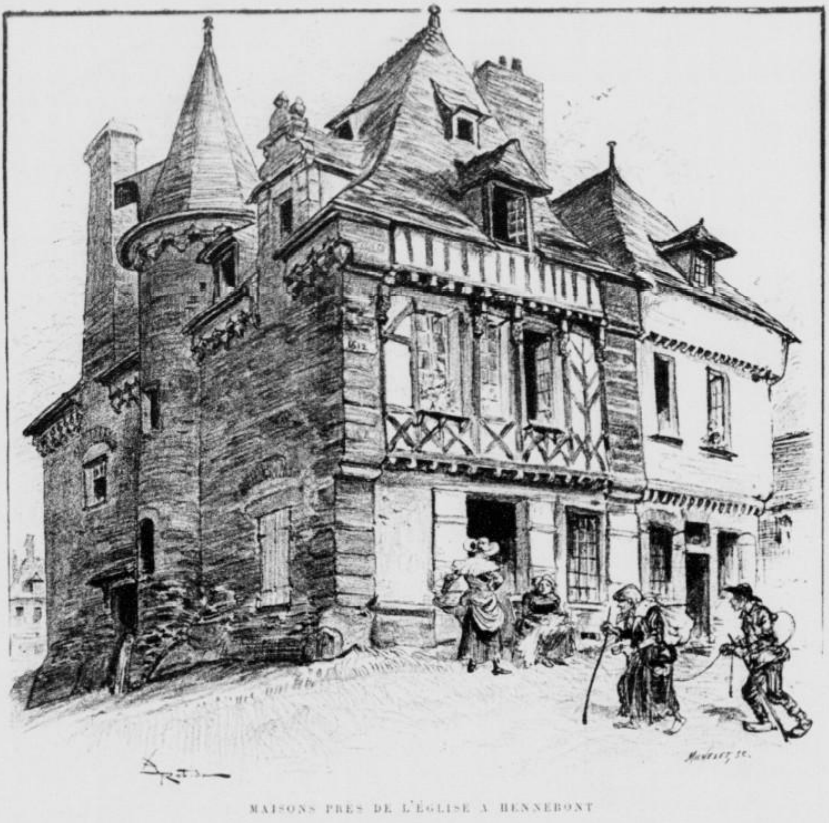
Hennebont : Vieilles maisons près de l'église.
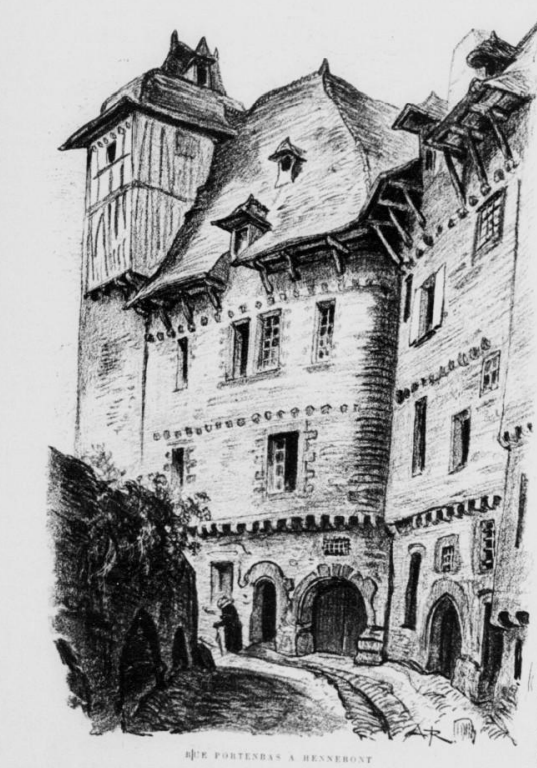
Hennebont :  Vieilles maisons rue Portenbas.

Le photographe Félix Martin-Sabon a immortalisé à travers plusieurs clichés la ville close et ses alentours avec quelques-uns de ses habitants à la fin du XIXe siècle (avant 1897) :

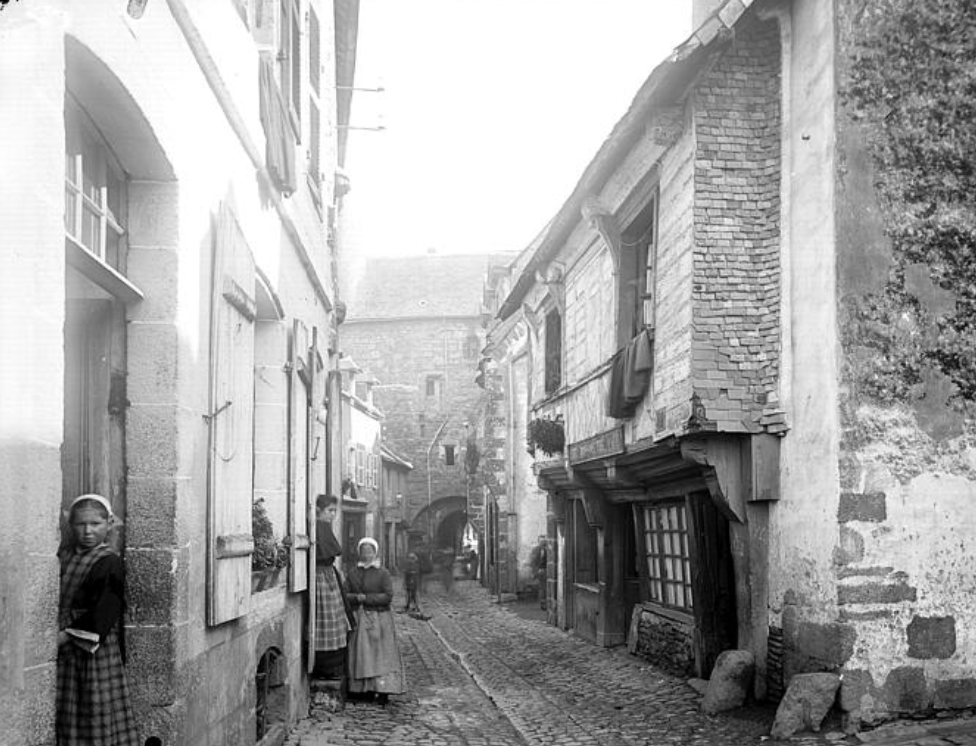
Hennebont : La rue de la Prison.
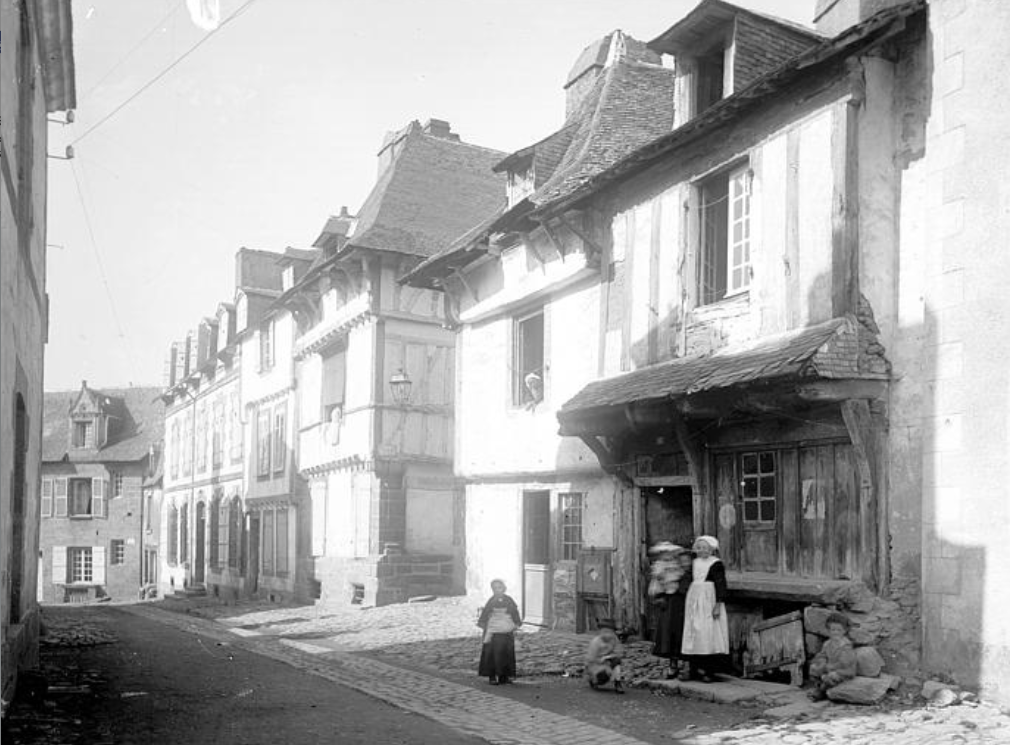
Hennebont : La rue des Lombards.
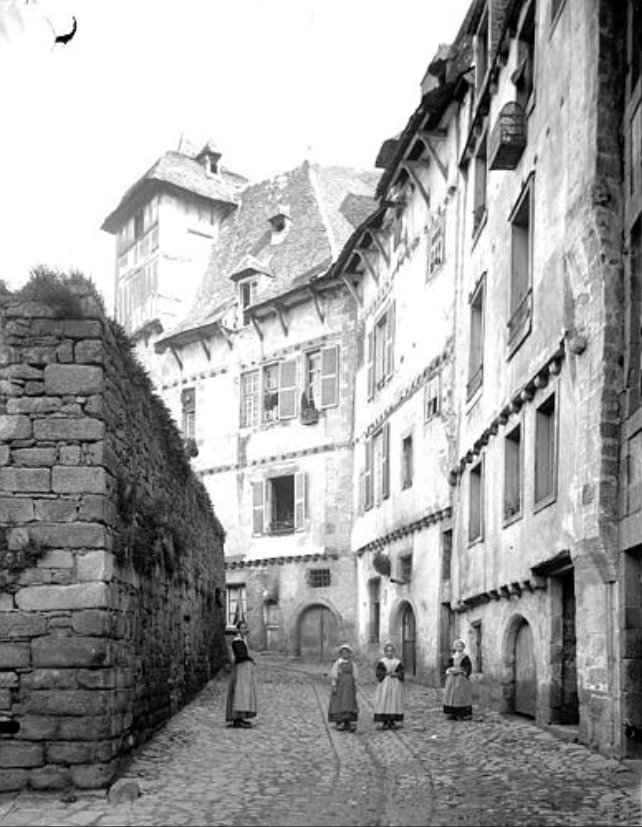
Hennebont : La rue Moricette
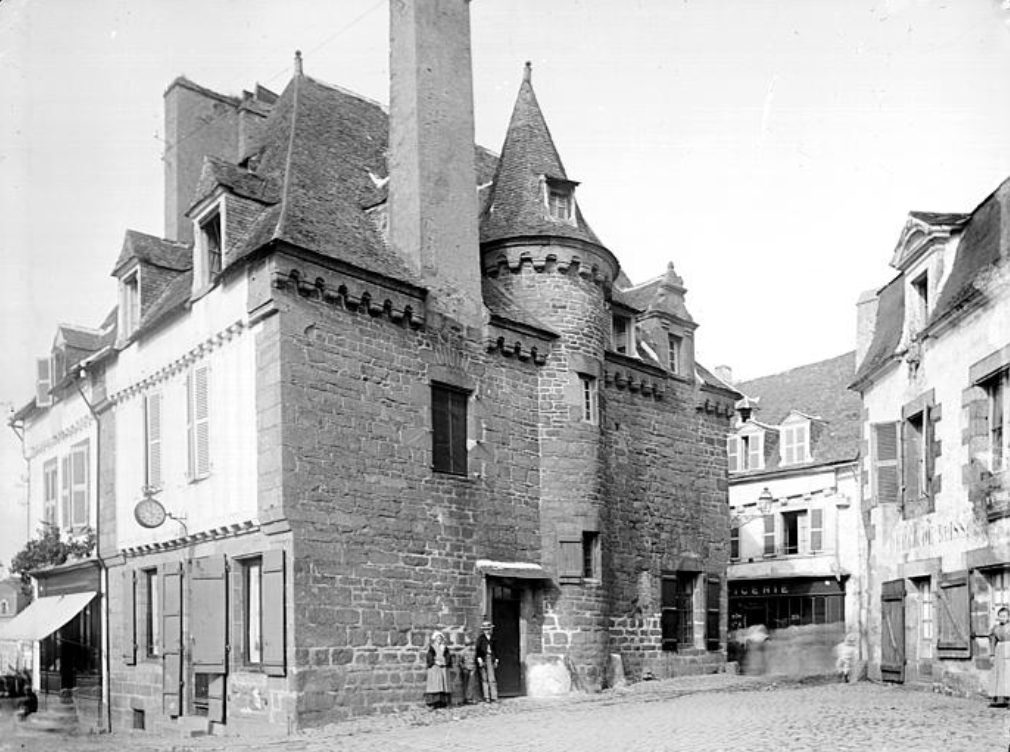
Hennebont : Maison forte au 7 rue Trottier.
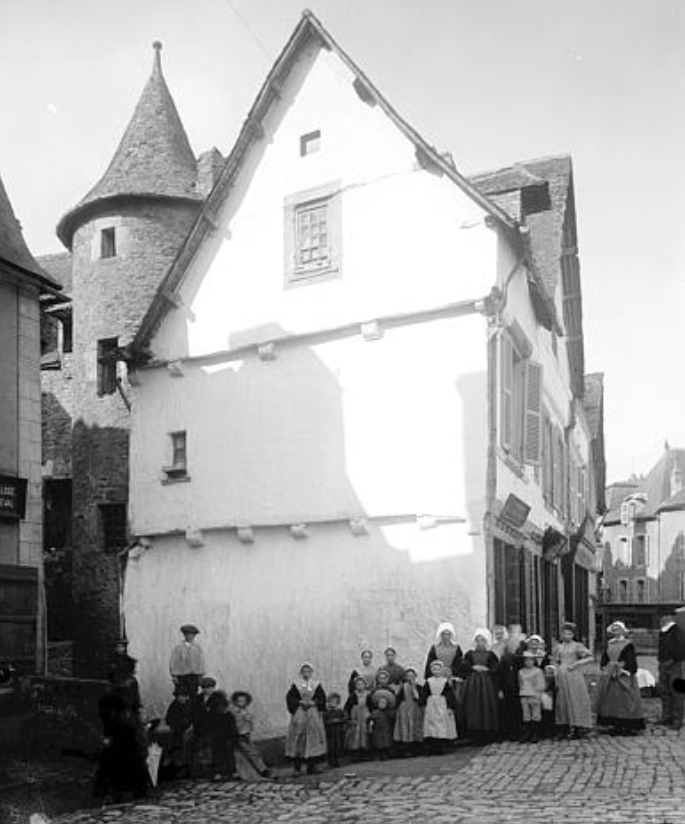
Hennebont : Maison à tourelle.
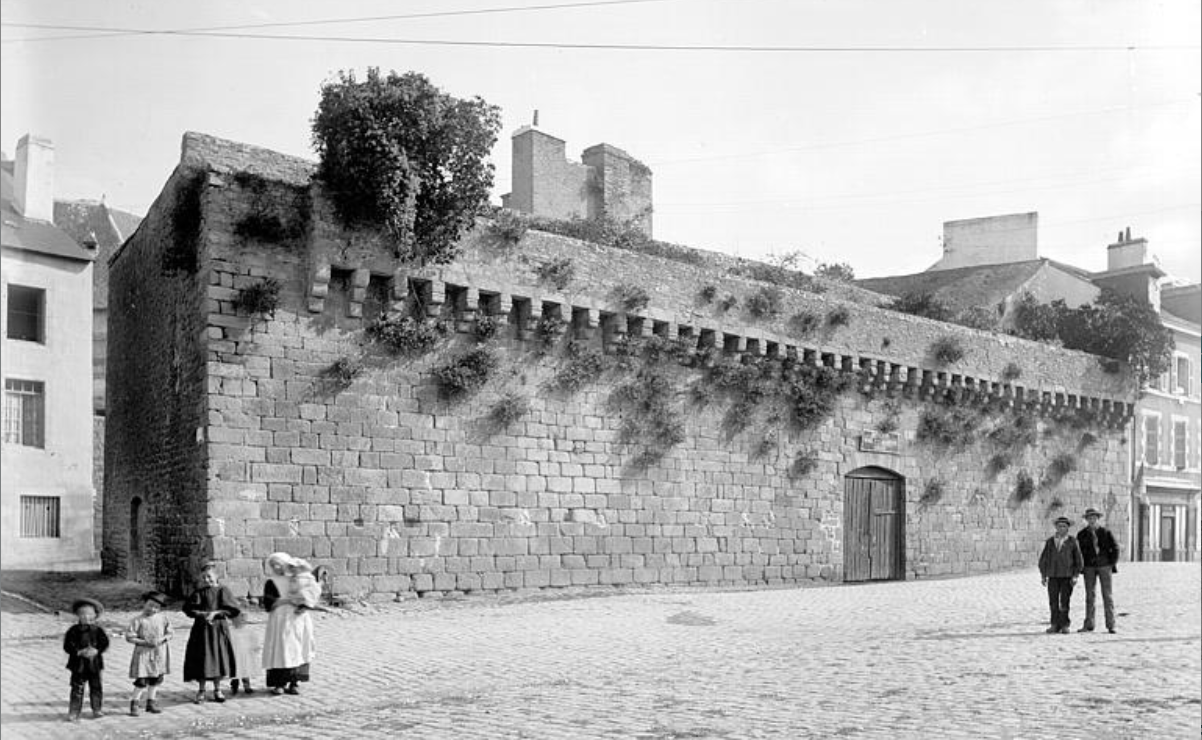
Hennebont : Rue de la Ville Close.
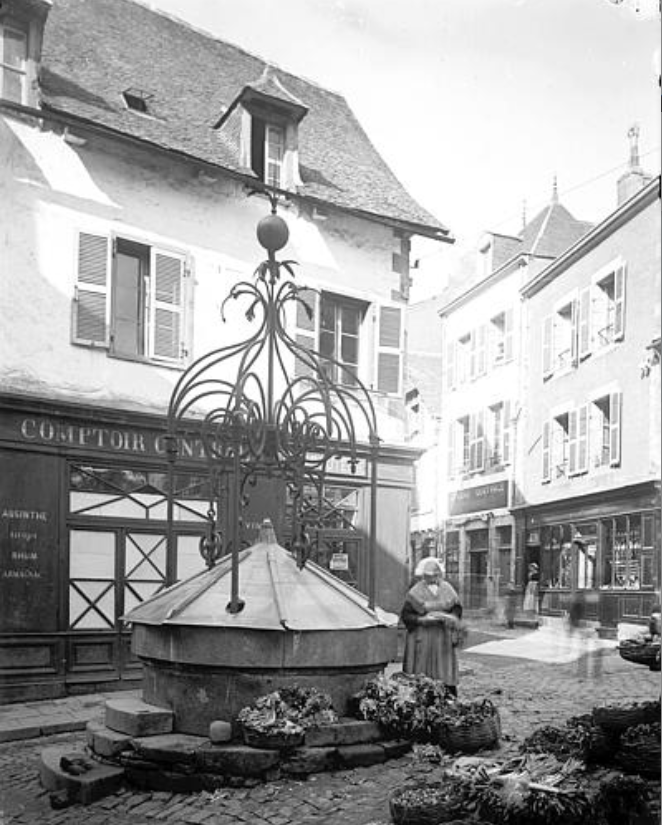
Hennebont : Le puits ferré
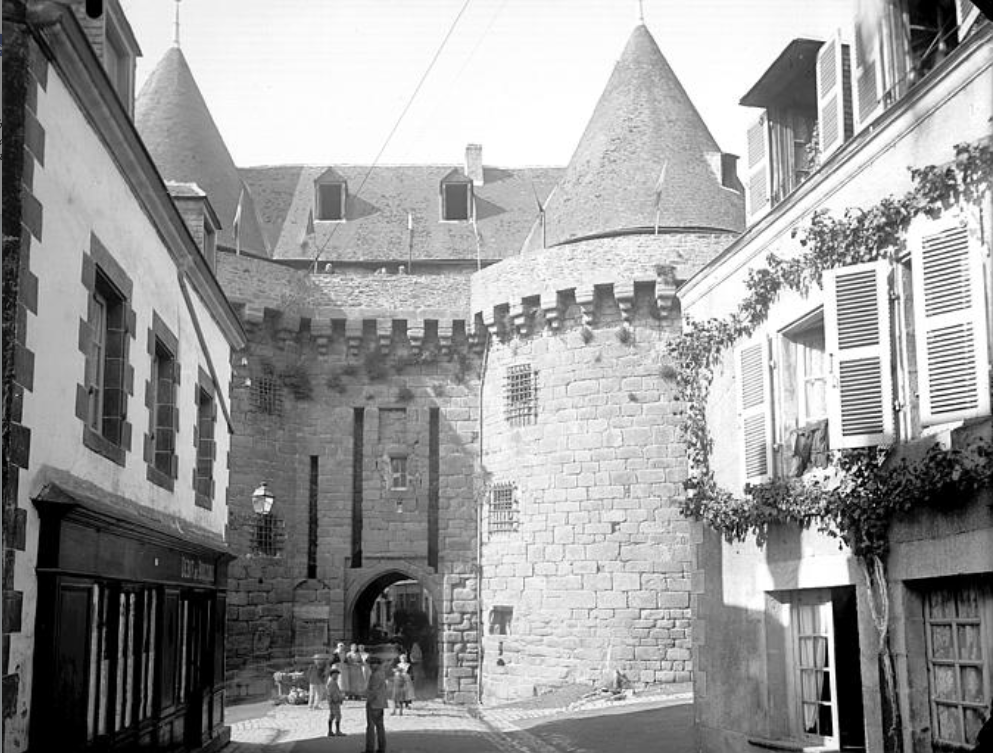
Hennebont : La porte prison.
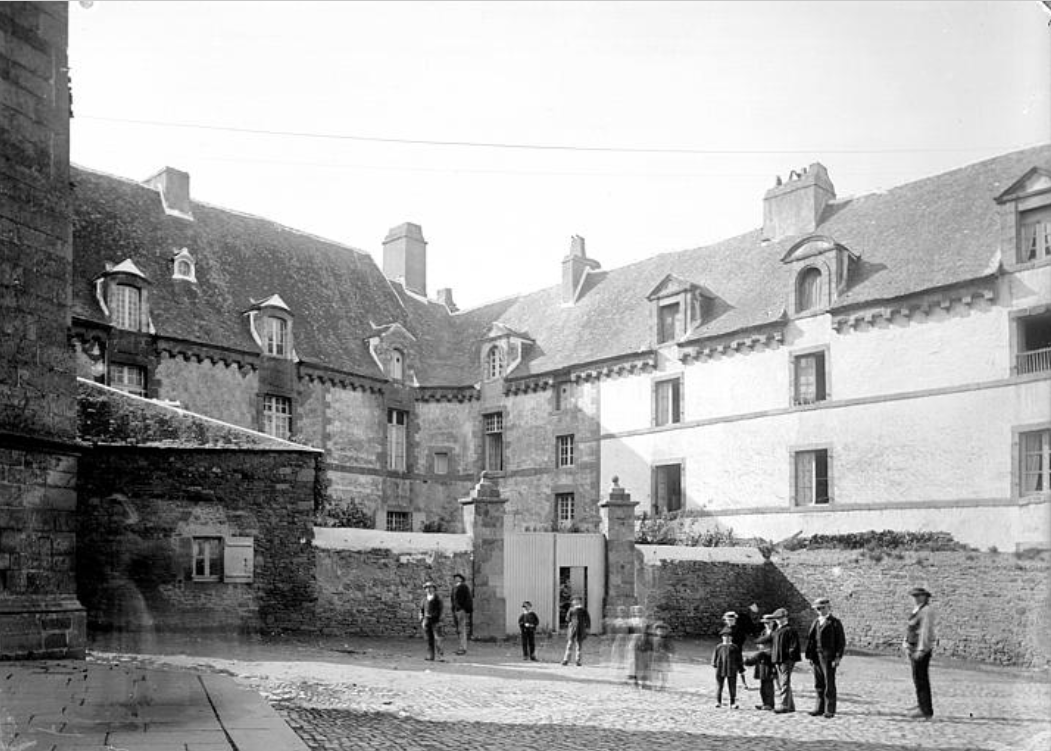
Hennebont : Le presbytère.

### LeXXesiècle

#### La Belle Époque
Ne trouvant plus de travail assuré dans la région, 50 ouvriers d'Hennebont et Inzinzac partirent travailler dans les mines de charbon de Courrières, certains partant avec leurs familles.

#### L'Entre-deux-guerres
Devenue cité ouvrière, Hennebont connaît, entre les deux guerres, un développement urbain important avec la construction de nouvelles zones d'habitat sur les périphéries.
Plusieurs anciennes carrières de granite ouvertes en bordure du Blavet au nord d'Hennebont près de Polvern, sont exploitées depuis au moins le XVIe siècle, comme l'atteste l'emploi de cette roche pour la basilique d'Hennebont. Propriété de la « Société des carrières et travaux de Paris » depuis 1937, ces carrières fournissent pendant l'Entre-deux-guerres des matériaux de revêtement des chaussés (pavés, bordures de trottoir), notamment pour la capitale (rond-point des Champs-Élysées, avenue de l'Opéra), et des matériaux pour la construction (pierre de taille, moellons, gravillons) utilisés notamment pour les travaux de canalisation du Blavet (écluses, barrages). La production de granite d'Hennebont (appelé aussi granite du Blavet, réputé pour sa dureté et sa résistance mais difficile à tailler) atteint 30 000 tonnes en 1927, les carrières employant alors 170 ouvriers. La roche était acheminée par des péniches sur le Blavet canalisé, puis par voie maritime via Le Havre et la Seine. Leur exploitation a cessé vers 1955,.
Les Forges d'Hennebont atteignent leur apogée en 1930, employant alors 3 000 ouvriers.

#### La Seconde Guerre mondiale
Claire Marcel Conedo, vingt-deux ans, et Marcel André, vingt ans, tous deux domiciliés à Hennebont, furent exécutés le 19 juin 1942 pour « coups à des militaires allemands » alors qu'ils se trouvaient en état d'ivresse.

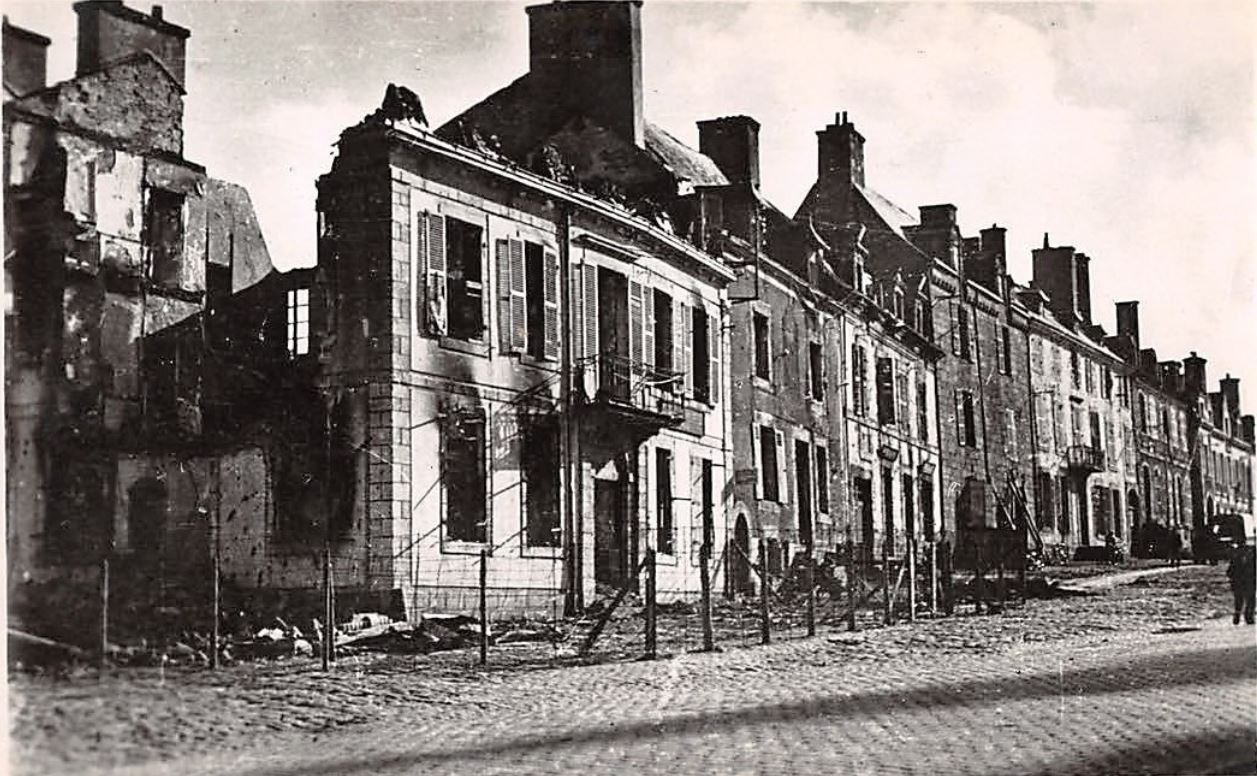
Maisons en ruine place du Marché suivant les bombardements du 7 août 1944.

Sous l'Occupation, la résistance à Hennebont s'organise comme partout ailleurs en France. Dès 1943 le Capitaine Georges Hillion (1909-1977), demeurant au Manoir de Locoyarn, alias « Capitaine Francis » dans la résistance, en mémoire de son père, capitaine mort pour la France à  la bataille Morhange en 1914.
Le Capitaine Hillion forme les jeunes recrues FFI avec des amis eux aussi capitaines, André de Neuville (mort pour la France), Jacques de Beaufort (qui sera déporté) André Aunier, Henri Réglain, la résistance dans le pays d’Hennebont, Languidic, Lorient et Plouay. Elle prend différentes formes : renseignement, sabotage. Les actes de sabotage en 1944 à Hennebont consistent en l'attaque de la voiture de paie de la Kriegsmarine le 24 mars, des coupures de lignes électriques et téléphoniques, des déraillements les 15 juin, 2 juillet et 13 juillet. Pour chaque acte de sabotage, les Allemands réprimaient durement la population.

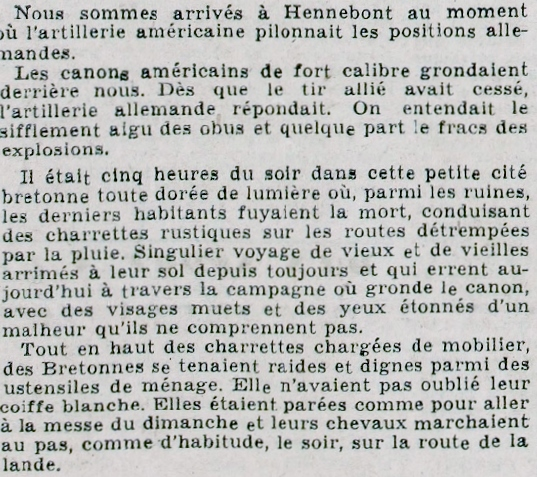
Réfugiés parvenant à Hennebont pour fuir les combats de la Poche de Lorient (journal Combat du 21 octobre 1944).

Le 7 août 1944 marquera l'histoire d'Hennebont. Au matin, des résistants (sous le commandement du capitaine Georges Hillion, commandant la 1re compagnie du 7e bataillon FFI du Morbihan. (224 hommes - Marcelle Guymare, Étienne Cardiet, Louis Le Merles, Raymond Dacquays, Georges Carton futur maire de Gâvres, Ferdinand Thomas futur maire d’ Hennebont  Yves Le Cabellec, futur maire de Plouay, Louis Le Coupannec, Marcel Raoult futur maire de Clohars-Carnoët, l'abbé Hervé Laudrin Jean Simon, Abraham, Axel, Le Gall, Laouenan, Guernigon Bardu, Roy, Belzic, Gérard, etc.) ils se mettent en relation avec les Américains qui font leur entrée dans la ville par la route de Languidic. La population laisse exploser sa joie mais sa liesse sera de courte durée. Les troupes allemandes repliées sur la rive opposée du Blavet, à Saint-Caradec, n'entendent pas perdre la partie aussi facilement. Ils font sauter les ponts, bloquant ainsi la progression des Alliés. L'offensive allemande se poursuit. Une pluie de bombes incendiaires, tirées depuis Groix et Lorient, s'abat sur la ville. Les Américains amorcent un repli vers Lochrist où les ponts sont restés intacts. L'artillerie allemande continue ses tirs, réduisant peu à peu la ville à des amas de ruines. Des incendies se déclarent poursuivant inexorablement la destruction de celle-ci. En fin de journée, les secours s'organisent du mieux qu'ils peuvent. Le capitaine Hillion met a disposition deux autocars pour secourir la population civile d’Hennebont qui est évacuée par ses hommes. Bilan : 43 personnes tuées dans les bombardements, 180 blessés et une ville en feu. La ville est détruite aux ²⁄₃. Les quartiers les plus anciens sont très touchés. Une grande partie du patrimoine est irrémédiablement perdue : les superbes demeures du XVIe et du XVIIe siècle de la ville close ont disparu. Les tours Broerec'h ont vu leurs toits détruits. Il ne reste que les murs calcinés du musée. La basilique est heureusement préservée même si la flèche a été quelque peu malmenée. On estime à 857 le nombre d'habitations ou bâtiments industriels détruits totalement ou en partie. L'enfer n'est pas terminé pour autant. Le périple des derniers soldats ennemis va être ponctué de massacres en différents lieux de la rive droite. Sous prétexte de chercher de dangereux « terroristes », ils s'en prennent à une population sans défense et vont commettre de véritables atrocités. Ainsi, dans plusieurs abris de Saint-Caradec, l'ennemi lance des grenades à l'intérieur tuant ou blessant de nombreux civils innocents. Après la guerre vient naturellement l'ère de la reconstruction par l'action du capitaine Thomas à la tête de la municipalité, adjoint du capitaine Georges Hillion et qui se poursuivra jusqu'au milieu des années soixante où des baraques de bois provisoires ont été installées pour reloger les habitants sinistrés.
Le capitaine Georges Hillion renommera le camp appelé "Franco" en Camp "de Beaufort", en hommage à son ami le capitaine Jacques Grout de Beaufort Mort pour la France, assassiné par les allemands à Cléguer le 4 aout 1944.
Une édition clandestine du journal L'Humanité en date du 31 décembre 1943, reprenant un communiqué de l'état-major des FTP en date du 10 décembre 1943, relate qu'« entre Landévant et Hennebont, 5 wagons de permissionnaires [allemands ont été] précipités dans un ravin », le sabotage faisant 20 morts et blessés.
Lors des combats de la Poche de Lorient, le front allait approximativement d'Auray au Pouldu, suivant appoximativement, à une distance variant de quelques centaines de mètres à quelques kilomètres le tracé de la Route nationale 165 (ancien tracé), passant au sud de Landévant, de Brandérion, d'Hennebont et de Pont-Scorff, longeant la Laïta au sud de Quimperlé jusqu'à la mer. « Il n'y a pas de durs combats, mais des duels d'artillerie et des escarmouches. Ce sont les villages de Nostang, Kervignac, Merlevenez et Sainte-Hélène qui sont l'enjeu des plus violentes attaques. Chaque jour des hommes tombent.. (...) Dans leur rage destructrice les Boches se sont acharnés sur la petite ville d'Hennebont, que les patriotes leur avaient enlevée. Il ne reste, dans le haut quartier et la rue Nationale, que quelques maisons et l'église. La ville basse, les quatre ponts sur le Blavet, ne sont plus qu'un amas de décombres, que gardent une vingtaine de FFI barbus ».

#### L'après-guerre
À cette destruction s'ajoutait le poids de la vétusté des immeubles, des réseaux, des bâtiments publics. La population évacuée à partir de 1943 n'allait réintégrer la commune que très progressivement en 1945 et 1946. Les premières tâches de la municipalité d'après-guerre allaient être la reconstruction et l'urbanisme. Le journal L'Espoir du Morbihan écrit le 24 mars 1946 qu'à Hennebont « les gens sont logés dans de très mauvaises conditions. Rue Trottier, il a été installé des baraquements à usage commercial. Par ailleurs un certain nombre de familles a pu être logé dans des baraquements au camp de France ».
Des mesures provisoires étaient prises pour sauvegarder ce qui pouvait l'être. Tandis qu'aux confins de la commune, les agglomérations de Langroix et Saint-Gilles venaient agrandir le territoire communal, en 1946. Le chiffre de la population reprendra une courbe ascendante un moment interrompue. La vitalité du commerce sera attestée par les foires-expositions entre 1948 et 1954. À partir de 1957 commence la fermeture des Forges d'Hennebont qui deviendra totale en 1966 (malgré de nombreuses manifestations de protestation, celle d'octobre 1963 rassemblant 25 000 personnes). Peu à peu les espaces agricoles laissent la place à l'industrie et l'habitat. Les carrières de Polvern fermèrent vers 1955.
Une municipalité d'Union de la gauche investit la mairie en 1959. Des cités HLM sont construites et une importante politique sociale est menée. Économiquement la ville est de plus en plus dépendante du pays de Lorient. Hennebont adhère en 1991 au district du Pays de Lorient.

### LeXXIesiècle

#### Le tremblement de terre de 2002
Le plus gros tremblement de terre enregistré en Bretagne depuis que les instruments de mesure précis existent (vers 1980), survenu le 30 septembre 2002 avait son épicentre à Hennebont ; il a atteint une magnitude de 5,4.

#### Le changement de majorité municipale en 2014
Après 55 ans sans alternance politique (la gauche communiste étant constamment au pouvoir), une nouvelle municipalité issue d'un mouvement citoyen local est élue en 2014.

## Blasonnement
|  | Les armoiries de Hennebont se blasonnent ainsi : D’azur au navire contourné de trois mâts de sable, habillé d’hermine, flammé de gueules et voguant sur une mer d’argent. |

## Politique et administration

### Tendances politiques et résultats
Après près de 60 ans où les communistes ont été au pouvoir, la ville a basculé vers le centre en 2014, où un parti sans étiquette a remporté le suffrage. En 2020, André Hartereau a été réellu, sans opposition à sa droite, mais après avoir démissionné en 2021, la 1re adjointe Michèle Dollé a été nommée maire de la commune le 6 mai 2021.

### Politique de développement durable
La ville a engagé une politique de développement durable en lançant une démarche d'Agenda 21 en 2008.

### Jumelages et partenariats
La ville d'Hennebont est jumelée avec plusieurs villes européennes et africaines et entretient des relations de partenariat avec d'autres villes. Il faut rappeler que le jumelage est une relation établie entre deux villes de pays différents qui se concrétise par des échanges socio-culturels, en portant haut les valeurs de la découverte et de la fraternité.
| Jumelages et partenariats | Carte                                 |
| --- | ------------------------------------- |
| La ville d'Hennebont est jumelée avec : - Kronach (Allemagne) depuis 1990 - Mourdiah (Mali) depuis 1990 - Halhul (Palestine) depuis 2010 - Mumbles (Pays de Galles) depuis 2004 | \| Kronach Halhul Mumbles Mourdiah \| |
| Kronach Halhul Mumbles Mourdiah |                                       |

## Population et société

### Démographie

#### Évolution démographique
L'évolution du nombre d'habitants est connue à travers les recensements de la population effectués dans la commune depuis 1793. Pour les communes de plus de 10 000 habitants les recensements ont lieu chaque année à la suite d'une enquête par sondage auprès d'un échantillon d'adresses représentant 8 % de leurs logements, contrairement aux autres communes qui ont un recensement réel tous les cinq ans,.

En 2022, la commune comptait 15 831 habitants, en évolution de +1,35 % par rapport à 2016 (Morbihan : +3,82 %, France hors Mayotte : +2,11 %).
| 1793  | 1800  | 1806  | 1821  | 1831  | 1836  | 1841  | 1846  | 1851  |
| ----- | ----- | ----- | ----- | ----- | ----- | ----- | ----- | ----- |
| 5 338 | 4 847 | 4 678 | 4 887 | 4 477 | 4 749 | 4 552 | 4 668 | 4 710 |

| 1856  | 1861  | 1866  | 1872  | 1876  | 1881  | 1886  | 1891  | 1896  |
| ----- | ----- | ----- | ----- | ----- | ----- | ----- | ----- | ----- |
| 4 755 | 4 675 | 5 112 | 5 498 | 6 050 | 5 988 | 6 519 | 6 972 | 8 074 |

| 1901  | 1906  | 1911  | 1921  | 1926  | 1931  | 1936  | 1946  | 1954   |
| ----- | ----- | ----- | ----- | ----- | ----- | ----- | ----- | ------ |
| 8 702 | 9 121 | 8 605 | 8 682 | 8 297 | 8 148 | 8 690 | 8 217 | 11 279 |

| 1962   | 1968   | 1975   | 1982   | 1990   | 1999   | 2006   | 2011   | 2016   |
| ------ | ------ | ------ | ------ | ------ | ------ | ------ | ------ | ------ |
| 11 690 | 11 799 | 12 273 | 12 963 | 13 624 | 13 412 | 14 174 | 15 456 | 15 620 |

| 2021   | 2022   | - | - | - | - | - | - | - |
| ------ | ------ | - | - | - | - | - | - | - |
| 15 746 | 15 831 | - | - | - | - | - | - | - |

#### Pyramide des âges
En 2018, le taux de personnes d'un âge inférieur à 30 ans s'élève à 31,7 %, soit au-dessus de la moyenne départementale (31,2 %). À l'inverse, le taux de personnes d'âge supérieur à 60 ans est de 30,3 % la même année, alors qu'il est de 31,3 % au niveau départemental.
En 2018, la commune comptait 7 674 hommes pour 8 184 femmes, soit un taux de 51,61 % de femmes, légèrement supérieur au taux départemental (51,51 %).
Les pyramides des âges de la commune et du département s'établissent comme suit.
| Hommes | Classe d’âge | Femmes |
| ------ | ------------ | ------ |
| 0,7    | 90 ou +      | 3,0    |
| 6,6    | 75-89 ans    | 11,8   |
| 18,1   | 60-74 ans    | 20,0   |
| 21,0   | 45-59 ans    | 19,9   |
| 18,3   | 30-44 ans    | 16,9   |
| 17,2   | 15-29 ans    | 13,6   |
| 18,0   | 0-14 ans     | 14,8   |

| Hommes | Classe d’âge | Femmes |
| ------ | ------------ | ------ |
| 0,8    | 90 ou +      | 2,2    |
| 8,5    | 75-89 ans    | 11,6   |
| 20,5   | 60-74 ans    | 21,6   |
| 20,6   | 45-59 ans    | 20     |
| 17     | 30-44 ans    | 16,3   |
| 15,5   | 15-29 ans    | 13     |
| 17,1   | 0-14 ans     | 15,2   |

### Enseignement
Hennebont est située dans l'académie de Rennes. Malgré la démographie limitée, la ville d’Hennebont bénéficie d’une douzaine d’établissements scolaires, allant de l'enseignement primaire à l'enseignement général et professionnel, dont sept dans le domaine public et cinq dans le privé, dont deux écoles bilingues (B), enseignant dès le plus jeune âge, le breton. Ces écoles sont situées essentiellement dans l’ensemble des différents quartiers qui compose la commune.

## Économie et industrie
- L'entreprise NKE (créée par Noël Kerebel, années 1980), pilotes automatiques pour voiliers[style à revoir][61].

## Culture locale et patrimoine

### Langue bretonne
En breton, la ville se nomme Henbont.
La commune a signé la charte Ya d'ar brezhoneg le 9 décembre 2009. La commune a reçu le label de niveau 2 de la charte Ya d'ar brezhoneg le 4 octobre 2013.
À la rentrée 2017, 185 élèves étaient scolarisés dans les filières bilingues publiques et catholiques.

### Costume
Le costume porté à Hennebont était le costume du Pays de Lorient mais chaque paroisse, chaque quartier avait sa spécificité. Par ailleurs le costume a évolué à travers le temps comme en témoignent les dessins de Lalaisse qui datent des années 1850. Il existait des coiffes pour chaque occasion de la vie (mariage, deuil, pardon...).
Vers 1900 le costume féminin se compose d'une camisole et d'une jupe. La camisole est en velours et la jupe est en tissu noir doublé de velours noir perlé ou non. La hauteur de celui-ci variait en fonction de la richesse et du niveau social de la famille. Les tabliers possèdent de grandes bavettes qui montent jusqu'au cou, signe distinctif du pays d'Hennebont.

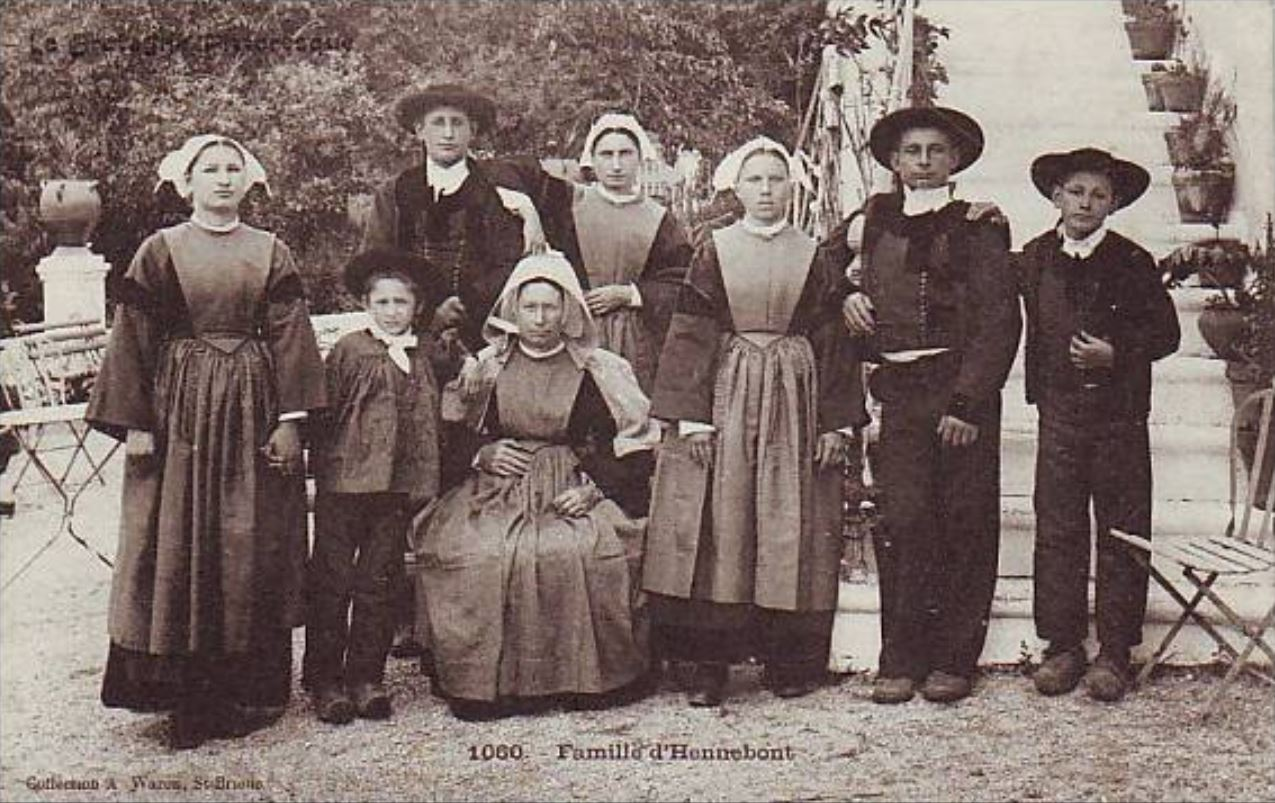
Famille d'Hennebont (début du XXe siècle).
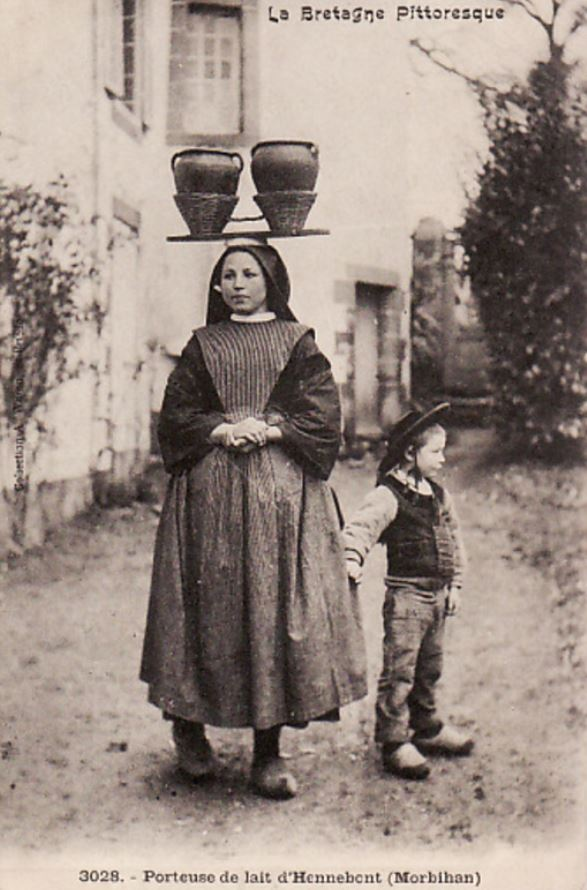
Porteuse de lait de la ville d'Hennebont (début du XXe siècle).

### Lieux et monuments
- Les tours Bro-Erec'h, MH (1916)[63] et l'enceinte médiévale (remparts et ville close), MH (1941)[64], XVe siècle ;

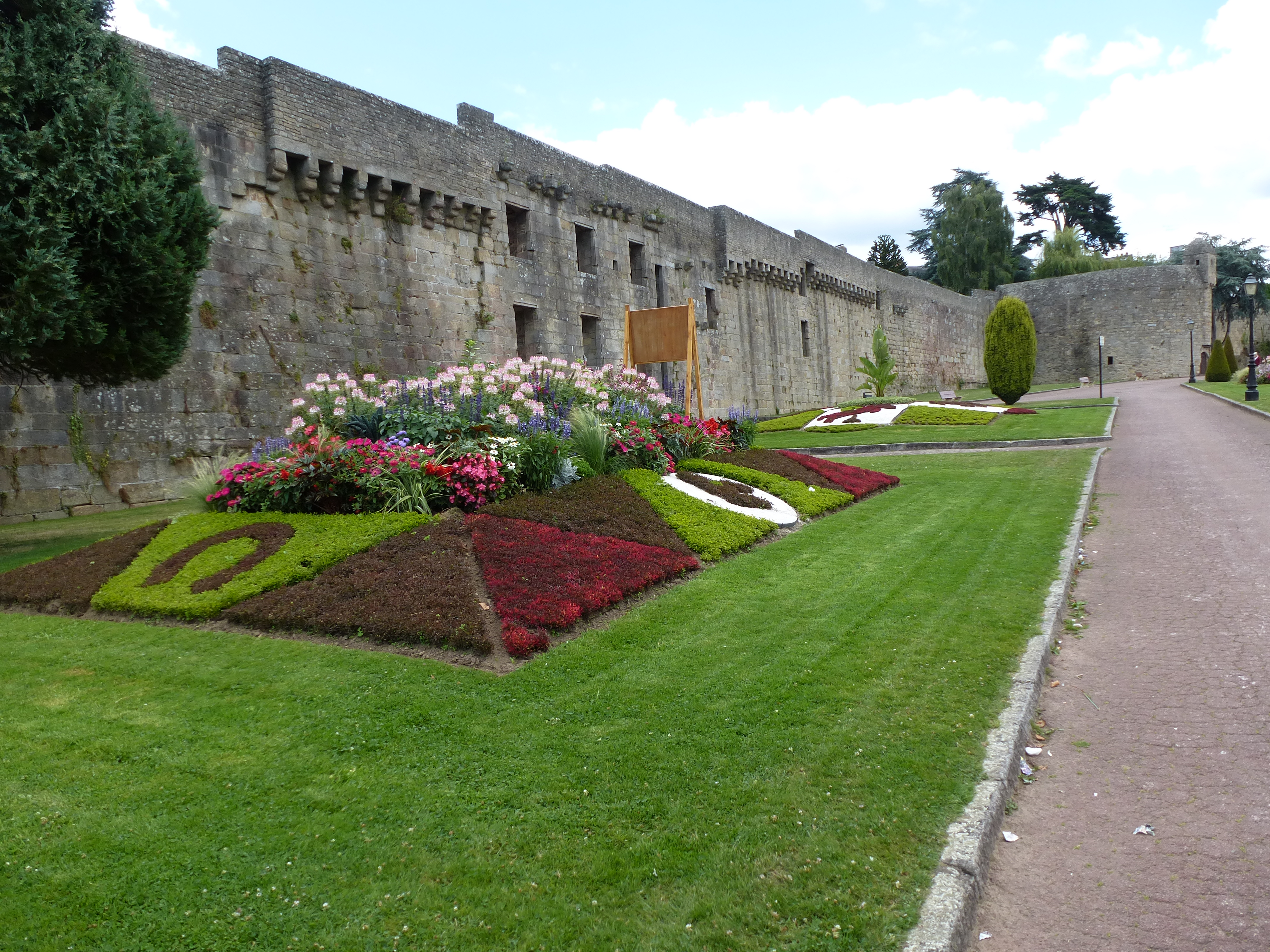
Remparts
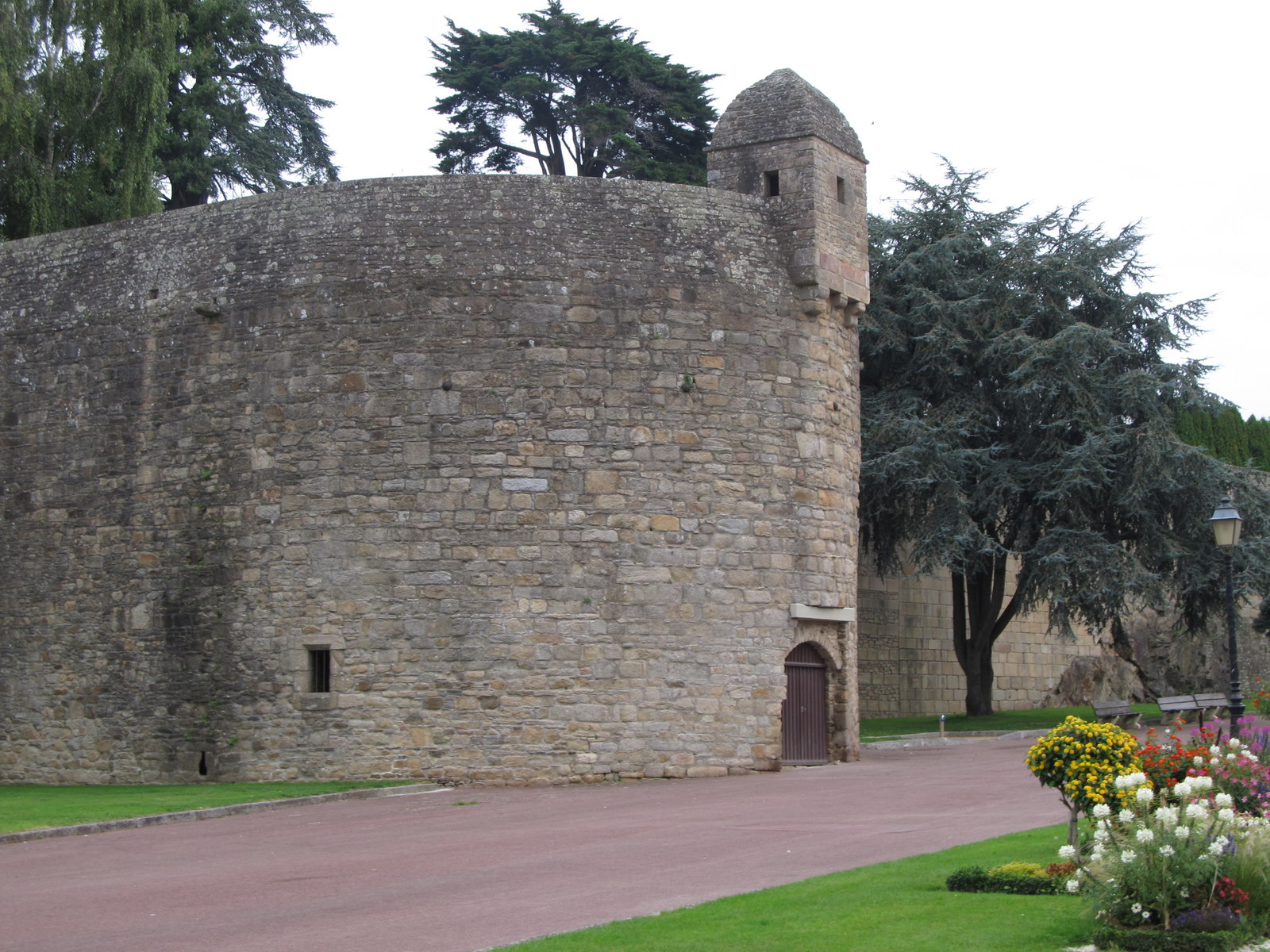
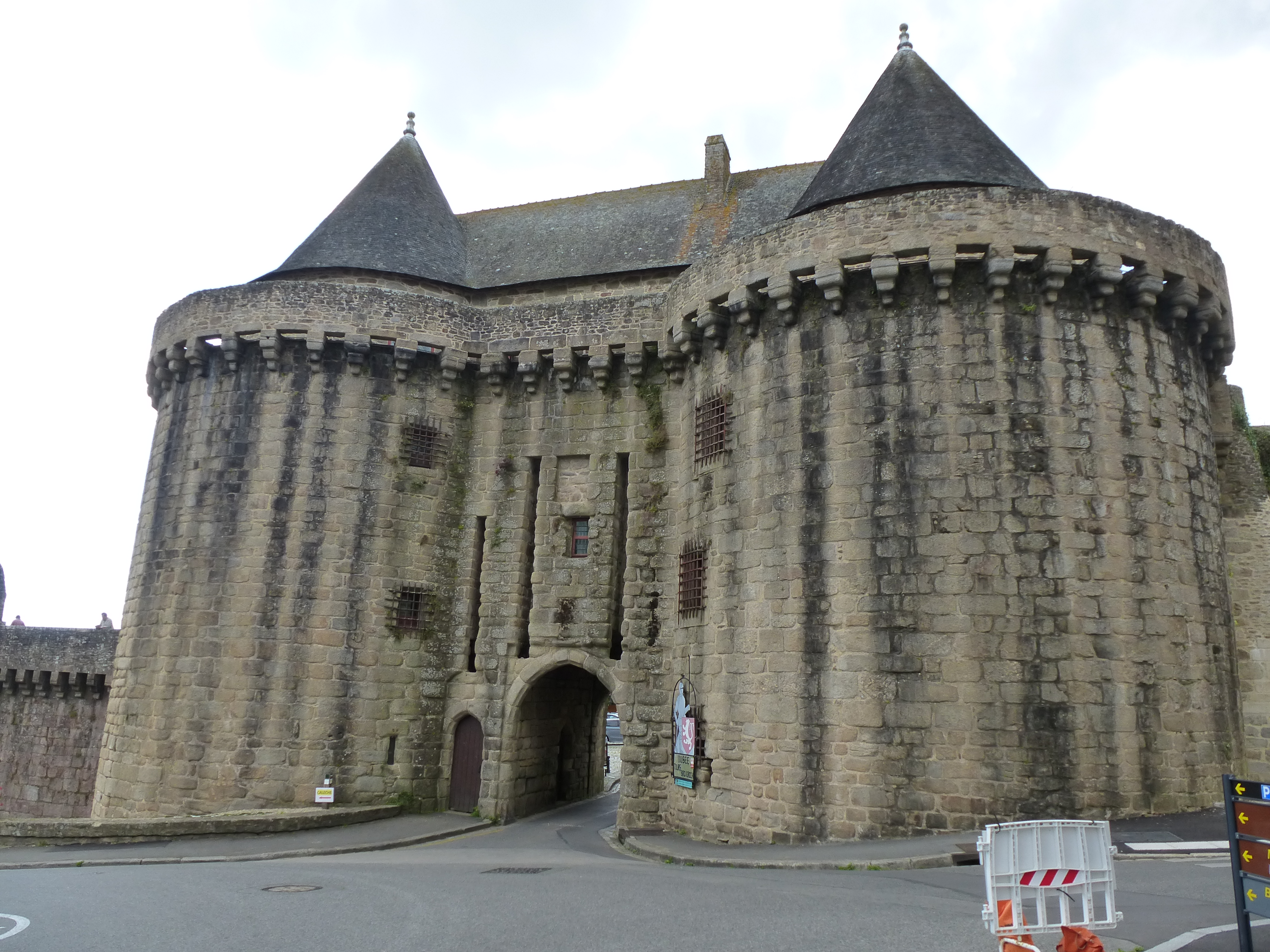
Tours Broërech
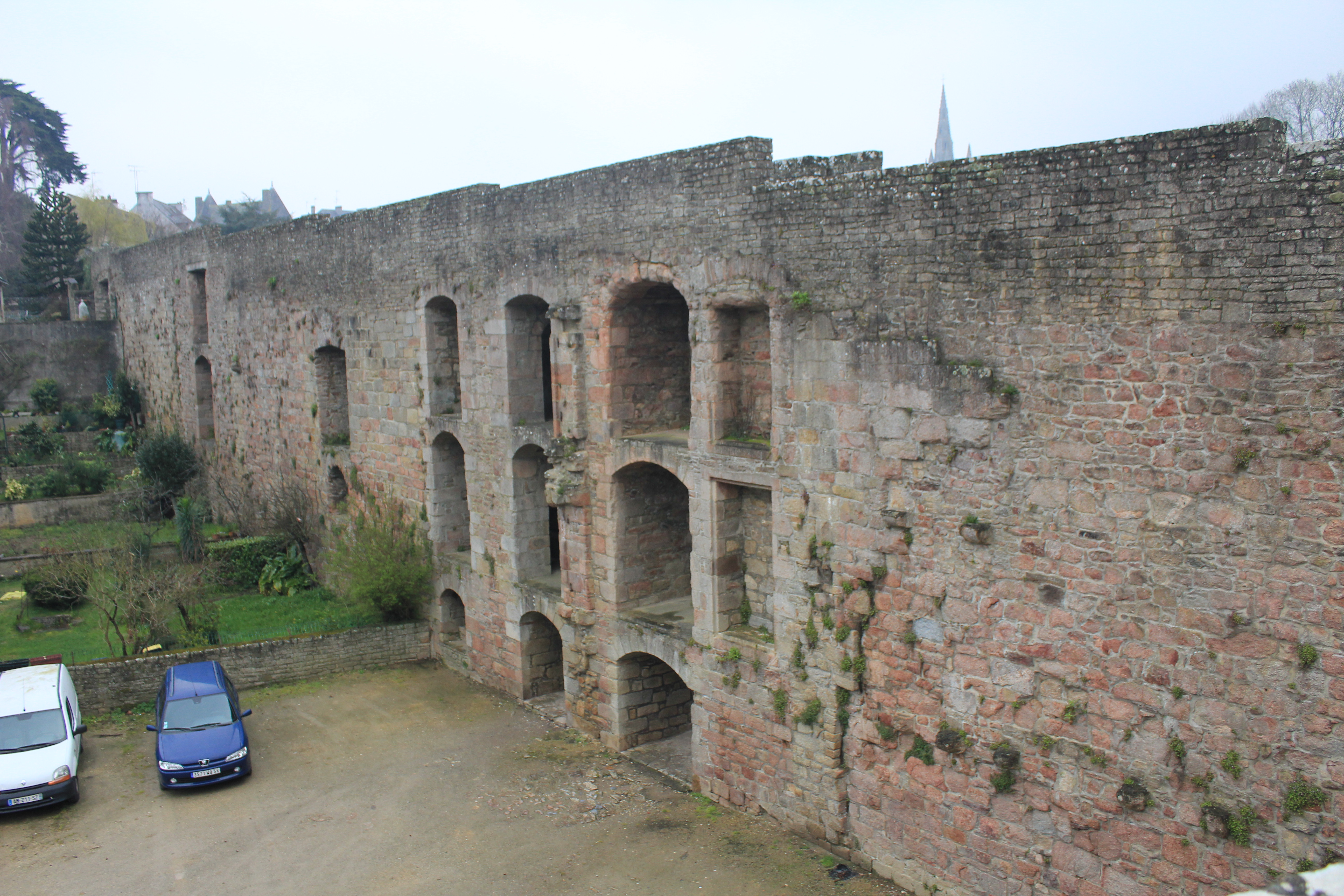
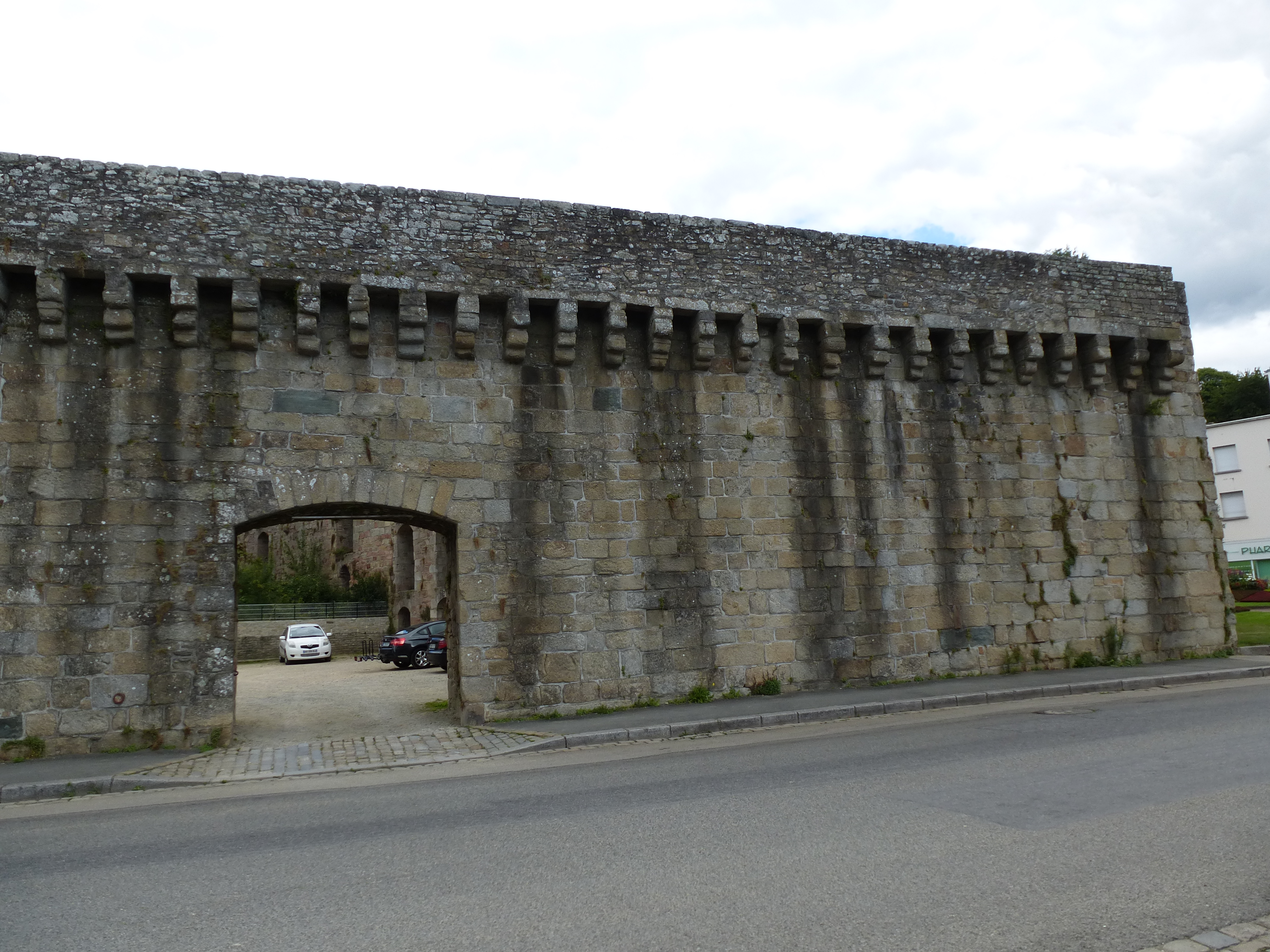

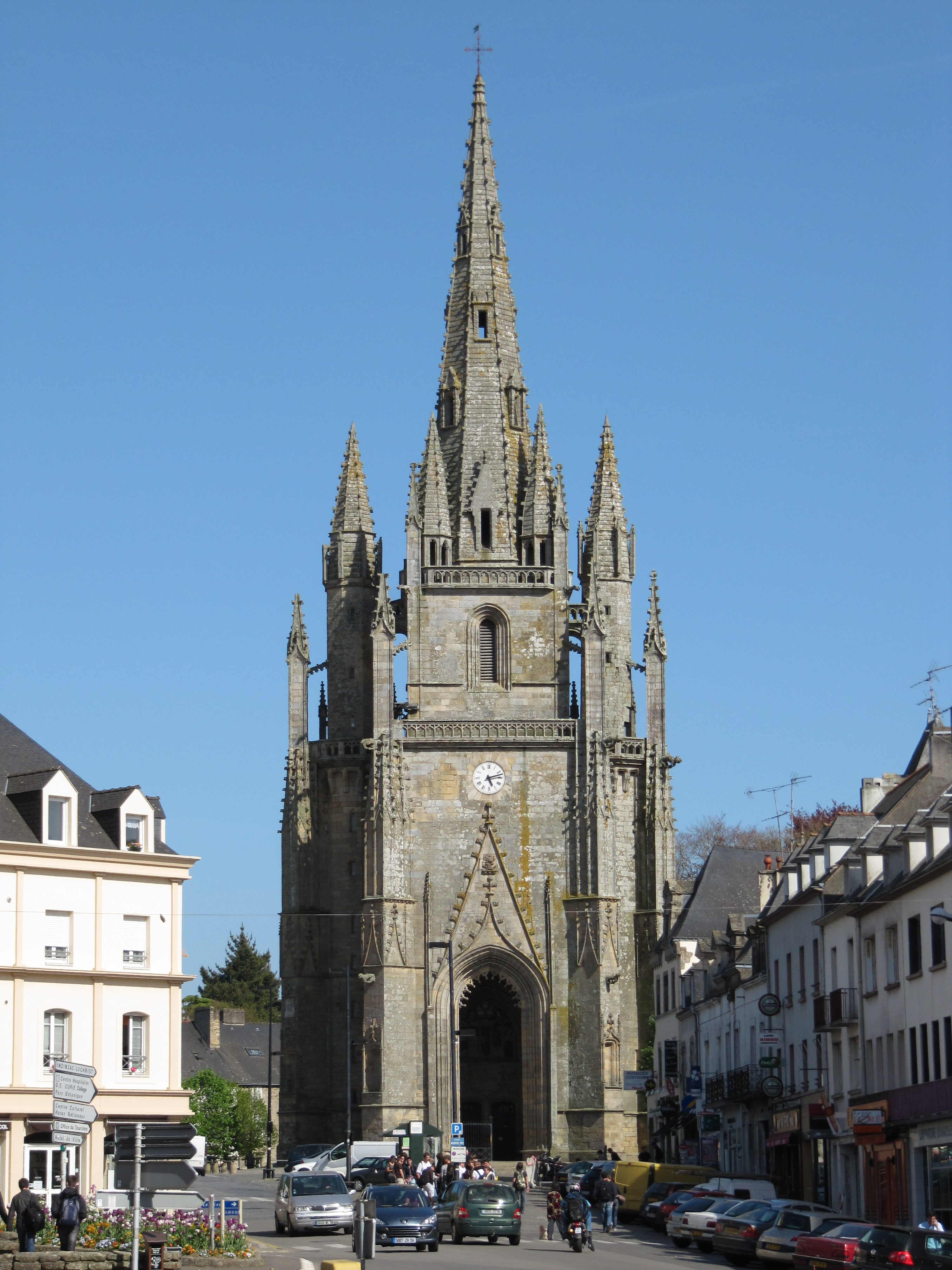
l'église Notre-Dame-de-Paradis, construite dans le style gothique à partir de 1514 et terminée en 1530. MH (1862)[65]  - Église Notre-Dame-de-Paradis - Nef de la basilique Notre-Dame-de-Paradis (vers le chœur) ; - Chœur et abside de la basilique Notre-Dame-de-Paradis
- la chapelle Saint-Gunthiern de Locoyarn, XIe – XIIe siècle, MH (1993)[66] ;
- le Château de Locoyarn (Privé) date du XVIe et XVIIe siècles, il est inscrit à l'inventaire général du patrimoine culturel[67] ;
- Église Saint-Gilles, XIIe siècle[68]. Chapiteaux sculptés[69] ;
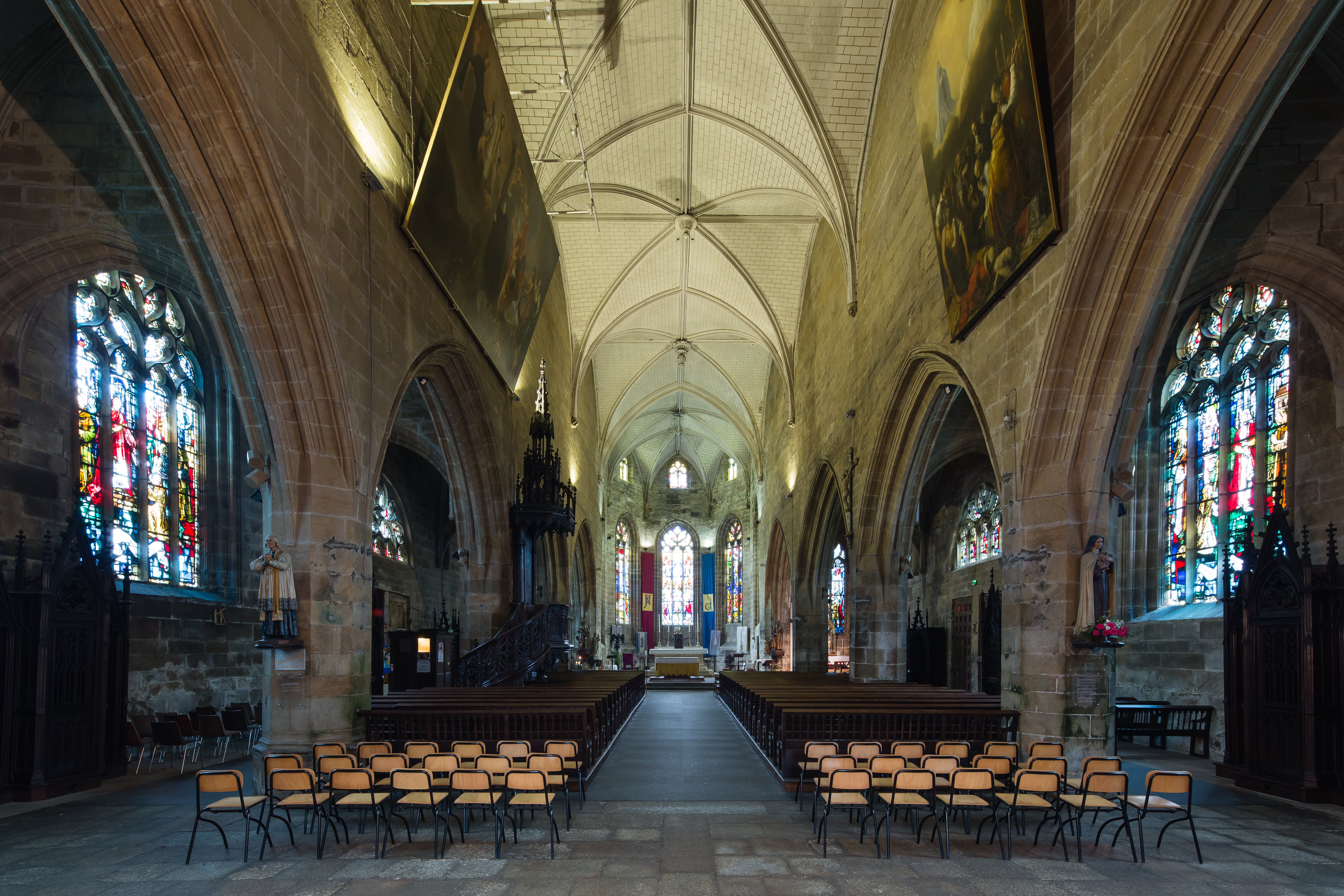
Abbaye Notre-Dame-de-la-Joie, XVIIe – XIXe siècle, MH (1921)[70]. Elle est le siège du haras national d'Hennebont ;
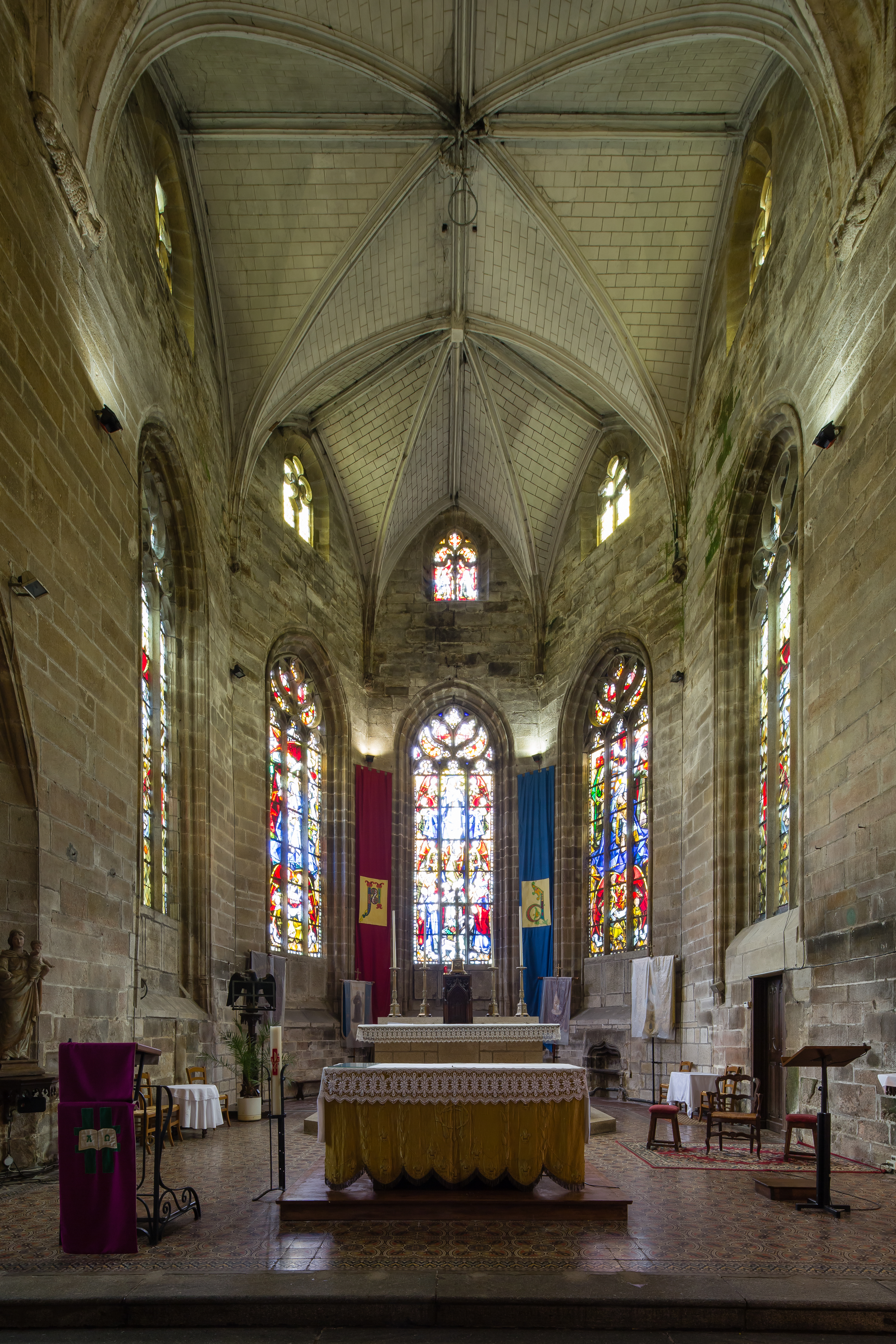
Chœur et abside de la basilique Notre-Dame-de-Paradis

- le puits Ferré d'Hennebont ;
- le château du Bot (Privé), XIXe siècle - IMHS (2007)[71] ;
- le château de Bouétiez date des XVIIIe et XIXe siècles, il est inscrit à l'inventaire général du patrimoine culturel[72] ;
- le château de Kerscamp date des XVIIIe et XIXe siècles, il  est inscrit à l'inventaire général du patrimoine culturel[73] ;
- le manoir de Kerandré date du XVIe siècle, il est inscrit à l'inventaire général du patrimoine culturel[74] ;
- le manoir de Kergars date des XVIIe et XIXe siècles, il est inscrit à l'inventaire général du patrimoine culturel[75] ;
- Saint-Caradec et la Vieille ville ;
- l'église Saint-Caradec, XVIIIe siècle ;
- le bas relief l'Annonciation. (rue Docteur-Ferdinand-Thomas) ;
- Présence de mégalithes ;
- le parc botanique de Kerbihan ;
- la vallée du Blavet;
- le port au TY-MOR ;
- les fêtes médiévales (dernière semaine de juillet).

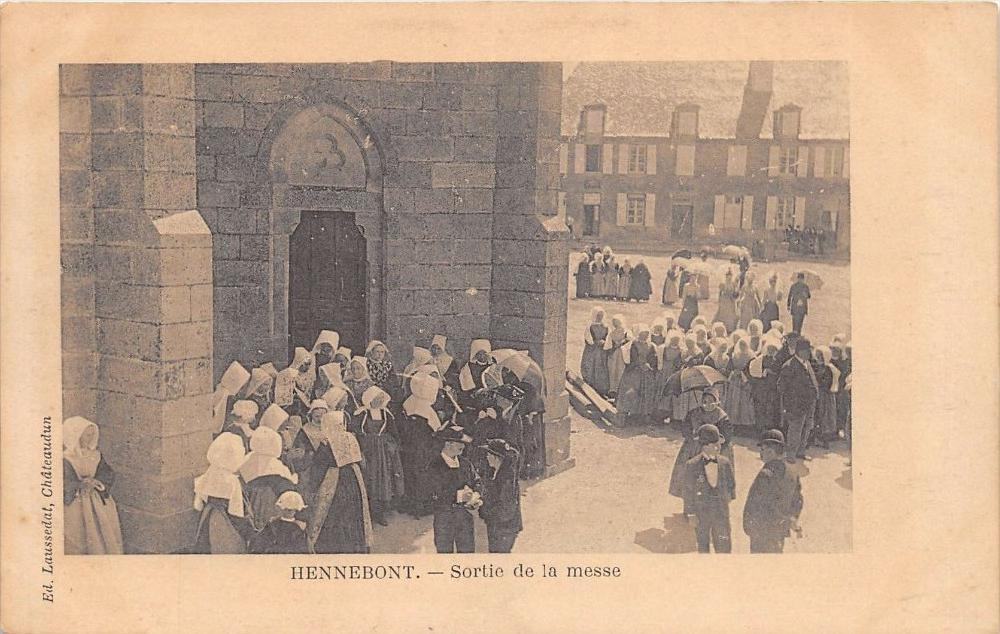
Costumes traditionnels à la sortie de la messe en 1910.
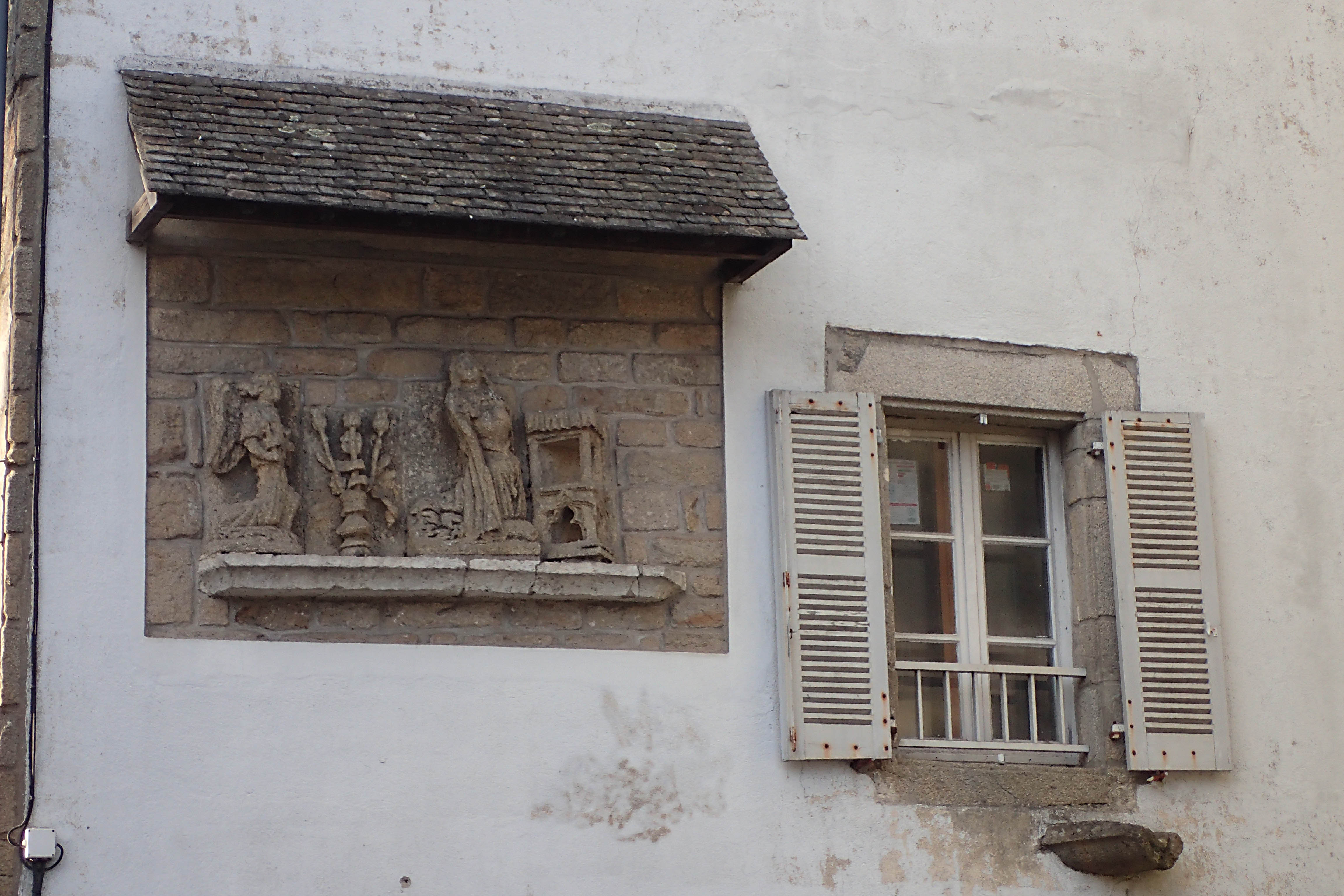
Bas-relief représentant l'Annonciation encastré dans la façade.

### Tableaux représentant Hennebont et sa région
- Jules Achille Noël, Le marché de Hennebont, 1870, Musée des beaux-arts de Quimper[76]

### Musique
Le groupe de musique bretonne Tri Yann évoque la ville dans sa chanson Pelot d'Hennebont. Toutefois la lettre qui sert de base aux paroles de la chanson aurait été écrite par Pelot de Betton.

## Personnalités
- Jean de Montfort (1294-1345), né à Hennebont, duc de Bretagne.
- Paul-Yves Pezron (1639-1706), historien celtique.
- Louis Joseph Hyacinthe Ponsard (1764-1834), né à Hennebont, député.
- Balthazard de Fournas de La Brosse (1806-1871), homme politique né à Hennebont, député du Finistère de 1848 à 1849.
- Gustan Le Sénéchal de Kerdréoret (1840-1933), né à Hennebont, peintre.
- Jean-Bertrand Pégot-Ogier (1877-1915), habite au château de Bellevue à Hennebont, peintre et coureur cycliste.
- Pierre de Polignac (1895-1964), né au Château de Kerscamp à Hennebont, grand-père paternel de l'actuel prince souverain Albert II de Monaco et des princesses Caroline et Stéphanie.
- Bruno Cremer (1929-2010), acteur français, époux de Chantal Hillion y possédait une maison de vacances[77].
- Jean-Pierre Abraham (1936-2003), écrivain, est né à Nantes mais a vécu à Hennebont toute son enfance (sauf entre 1940 et 1945), ses parents y étaient chirurgiens dentistes[78].
- Annick Percheron (1937-1992) : née à Hennebont, sociologue française.
- Jean Groix (1950-1991), né à Hennebont, militant autonomiste membre de l'Union démocratique bretonne (UDB), mis en cause à tort dans un crime pour lequel Michel Fourniret et son épouse ont été condamnés.
- Georges Hillion, (1909-1977), né au Château de Locoyarn à Hennebont, Lieutenant-colonel, résistant[79],[80].
- Guy Le Meaux (1947-), peintre français
- Roger Marette (1952-), né à Hennebont, footballeur.
- Christian Gourcuff (1955-), résidant à Hennebont, ancien entraineur du FC Lorient, du Stade rennais et du FC Nantes, il fut également sélectionneur de l'Algérie.
- Yves Le Saux (1960-) Evêque d'Annecy, né à Hennebont
- Bernard Bouger (1970-), né à Hennebont, footballeur
- Ionna Vautrin (1979-), née a Hennebont, designeuse
- Anthony Le Tallec (1984-), né à Hennebont, footballeur du Valenciennes Football Club.
- Laëtitia Payet (1985-), née à Hennebont, judokate française évoluant dans la catégorie des moins de 48 kg.
- Fabien Robert (1989-), né à Hennebont, footballeur du FC Lorient.
- Warren Barguil (1991-), coureur cycliste dans la formation Arkéa-Samsic, il a notamment remporté deux étapes sur la Vuelta, deux sur le Tour de France et fut une fois champion de France.

## Sports

### Football
Hennebont possède trois clubs de football :
- L'Entente Saint Gilloise d'Hennebont (ESG), créée en 1976, est un club de quartier du même nom (St Gilles) convivial qui a souhaité garder son indépendance. Les couleurs de ce club sont le vert et le noir et propose des équipes dans toutes les catégories d'age (à partir des U7 via son école de football). Le club a également fait parler de lui en ouvrant une cagnotte pour tenter de recruter Lionel Messi en septembre 2020[81],[82]. Le 29 septembre 2021, le club a annoncé la création de sa 1re équipe 100% féminine et participe donc au championnat U18F, U15F, U13F et U11F du district du Morbihan et a obtenu le label bronze de la FFF pour sa section féminine[83],[84].
- Le Stade Hennebontais né en 2017 de la fusion des deux clubs de la ville : l'Union Sportive Hennebontaise (USH) et la Garde du Vœu (GVH). La première saison sportive se termine sur de bons résultats avec la montée en D2 de l'équipe A[85]. En juillet 2020, l'équipe accède à la D1 à la suite du désistement de deux clubs, le district ayant repêché le SH parmi les meilleurs 3es, pour évoluer dans cette division lors de la saison 2020/21[86]. Après une saison en D2 (2022/23), le club retrouve la D1 à partir de la rentrée 2023.
- L'Association Sportive Kergroix (ASK), en tant que loisir, ne compte qu'une équipe de Vétérans.

En 2015, les clubs de la GVH et de l'ESG ont tenté de former un groupement de jeunes appelé Hennebont FC mais le projet n'a pas abouti.

### Tennis de table
La Garde du Vœu Hennebont tennis de table remporte en 2005, 2006, 2007, 2009 et 2023 le titre de champion de France et est régulièrement qualifiée pour jouer en Ligue des Champions ou en ETTU.
En 2019, Hennebont remporte son premier titre européen, la ETTU Cup, et récidive en 2023 avec un second trophée obtenu dans sa nouvelle salle, le ping center.
Un nouveau centre international de formation d’entraînement et de compétition de tennis de table, le Ping Center, a vu le jour et a été inauguré officiellement le 26 novembre 2022

### Handball
Hennebont Lochrist Handball évolue en Nationale 1 Masculine depuis la saison 2022/23, après avoir accéder à la montée lors de l'exercice 2021/22 où ils terminèrent en tête, après avoir remporté son dernier match de championnat contre Cherbourg, et en terminant invaincu à domicile lors de cette saison. L'équipe fanion évolue à Kerlano mais va déménager à Inzinzac-Lochrist, au sein d'un nouveau complexe sportif sur le site de Mané-Braz, afin de pouvoir accueillir plus de spectateurs, en 2024.

### Basketball
Le Basket Club Hennebontais (BCH), évolue en pré nationale à partir de la saison 2023/24 après avoir évolué en Nationale 3 Masculine pendant 2 saisons.
Le club est aussi doté d'une école de basketball et évolue à la salle Colette-Besson à Hennebont.

### Athlétisme
Hennebont Athlétisme fait partie du club d'athlétisme du pays de Lorient (Athlétisme pays de l'orient : l'APLO). Hennebont Athlétisme avec plus de 350 licenciés, dont Florian Le Pallec, Clara Le Tennier et Maryse Le Gallo, est un club très actif sur la région.

### Échecs
L'Échiquier Hennebontais évolue en Régionale depuis la saison 2025/26. Le club forme également des jeunes (filles et garçons) dans leur apprentissage de la discipline, et a également une équipe présente en Nationale 3 Jeunes, après avoir obtenu successivement les titres de champions départementaux en 2023 (D2)  et en 2024 (D1). D'autres équipes du club participent également au championnat du Morbihan (seniors et jeunes). À l'approche des fêtes de fin d'année, le club organise également un tournoi de noël, en configuration rapide (7 rondes de 15 minutes par joueurs), 2 tournois sont organisés en réalité : l'un pour les jeunes et un second pour les adultes et les jeunes expérimentés.